# Paula Modersohn-Beckerová
Paula Modersohn-Beckerová rozená Beckerová (8. února 1876 v Drážďanech – 20. listopadu 1907 ve Worpswede) byla německá malířka, představitelka raného expresionismu. Za svůj krátký život vytvořila během čtrnácti let kolem tisíce kreseb, 750 obrazů a 13 leptů. Přestože za svůj život prodala jen pár obrazů, její osobitý styl, vytrvalost při překonávání značných překážek pro umělkyně a odvážné náměty z ní udělaly přední umělkyni své generace.

## Život

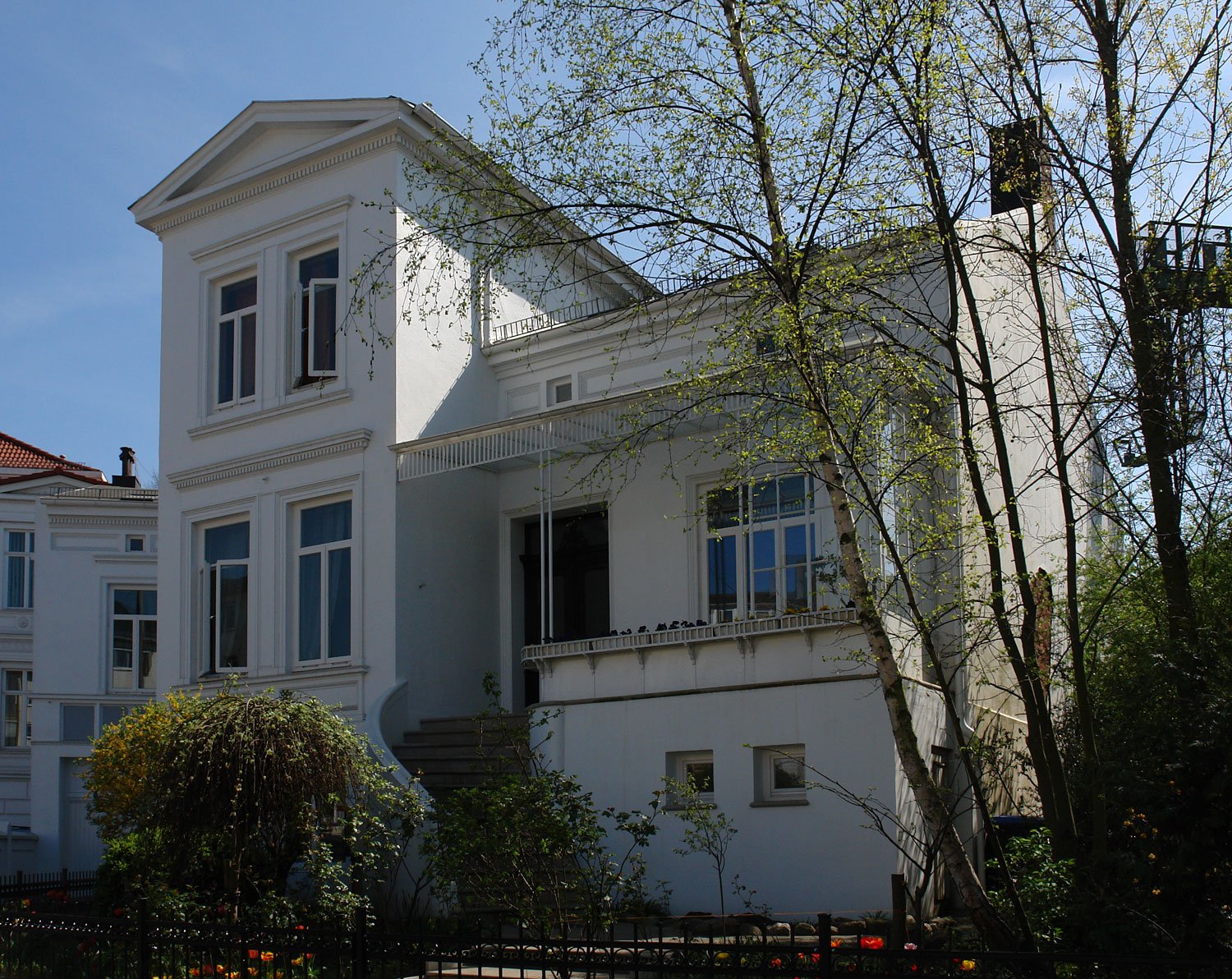
rodinný dům Beckerových v Brémách (od roku 2007 kulturní centrum)

Matka pocházela z durynské šlechtické rodiny, otec Carl Woldemar Becker byl inženýr. Paula se narodila jako třetí ze sedmi sourozenců. Rodiče dbali o jejich vzdělávání, především v umění, literatuře a hudbě. Prvních dvanáct let života Paula strávila v Drážďanech–Friedrichstadtu. V roce 1888 se rodina přestěhovala do Brém, kde otec získal místo stavebního rady pruské správy železnic. Rodina se stýkala s místními uměleckými a intelektuálními kruhy a Paula se začala učit kreslení. V létě roku 1892 ji rodiče poslali k příbuzným do Anglie, aby se naučila anglicky. Paula tam navštěvovala uměleckou školu St John's Wood, kde brala lekce kreslení podle sádrových modelů. Po návratu domů studovala v letech 1893–1895 na učitelském semináři, jak si přál její otec. Současně dostávala soukromé lekce malby u malíře Bernharda Wiegandta. Z tohoto období pochází série portrétů jejích sourozenců a také první autoportrét, který je datován rokem 1893. Paule bylo dovoleno zřídit si svůj první ateliér v přístavbě rodičovského domu. Zatím co otec si přál, aby se stala vychovatelkou, rodina její matky ji podporovala v dráze umělkyně. Paula tak mohla na jaře 1896 odcestovat do Berlína, aby se zúčastnila šestitýdenního kurzu kresby a malby pořádaného Sdružením berlínských umělkyň (Verein der Berliner Künstlerinnen). Po jeho absolvování pokračovala ve studiu a v únoru 1897 byla přijata do první třídy malby na Dámské akademii. Během svého pobytu v Berlíně Paula strávila mnoho času v muzeích, kde obdivovala díla umělců německé a italské renesance.

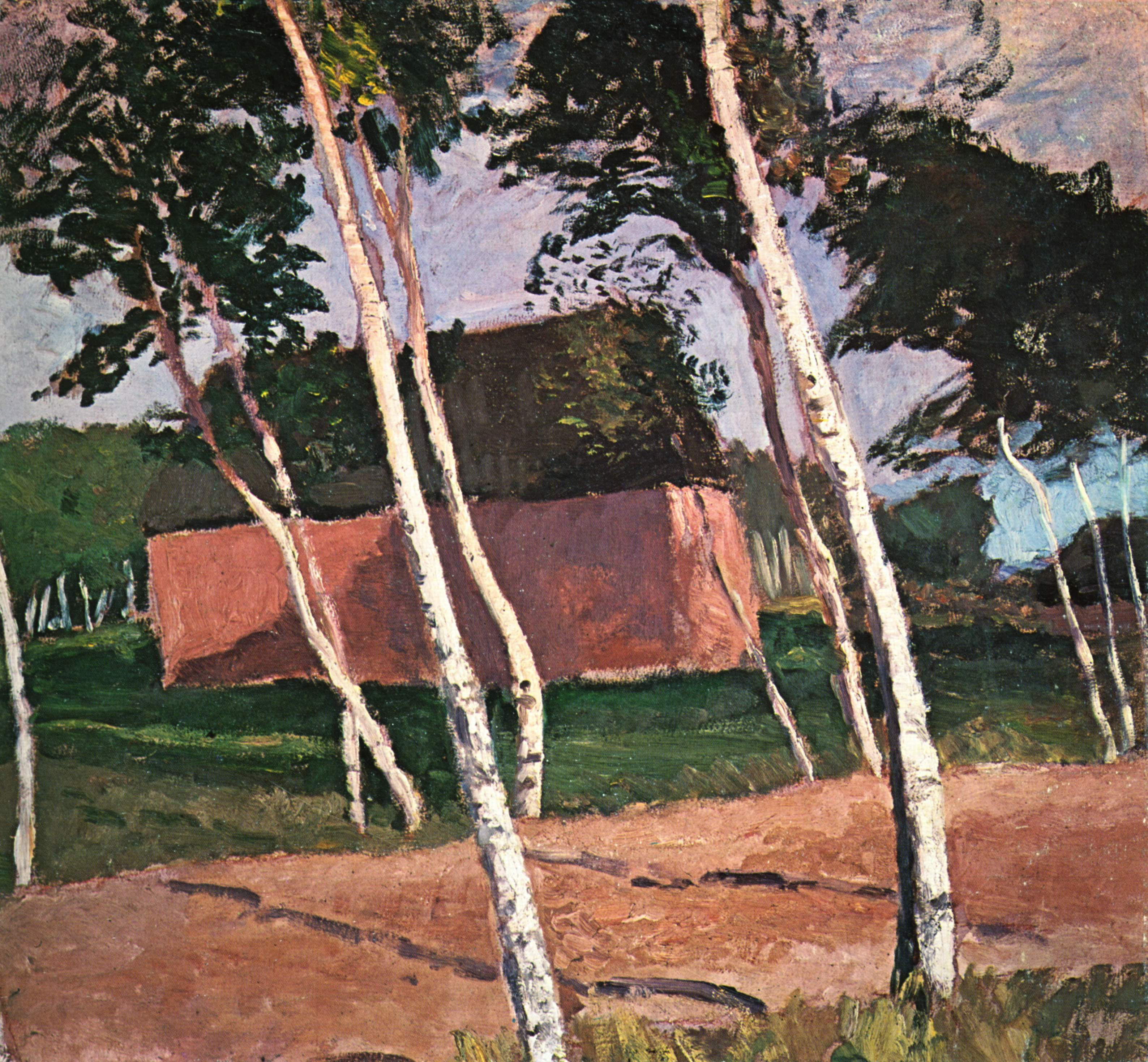
Paula Modersohn-Becker, Krajina ve Worpswede (1900)

V létě roku 1897 se svými rodiči poprvé navštívila Worpswede, kde na ni hluboce zapůsobila krajina a tamní umělecká kolonie. Na podzim se tam vrátila, aby studovala malování a kreslení u Fritze Mackensena. Spřátelila se tam se svými spolužačkami Ottilií Reylaenderovou a Clarou Westhoffovou, manželkou básníka Rilkeho. Společně s dalšími umělci Worpswede Otto Modersohnem, Fritzem Overbeckem a Heinrichem Vogelerem navrhovala propagační obrázky pro čokolády Ludwiga Stollwercka. Po několika týdnech poznala, že pobyt ve Worpswede není dostatečně inspirativní pro její umělecký styl směřující ke zjednodušení formy a barvy. Dva obrazy, které vystavila v Kunsthalle v Brémách, byly podrobeny ostré kritice a musely být odstraněny už v průběhu výstavy. Poté, co získala malé dědictví, začátkem roku 1900 odjela do Paříže, chtěla poznat místní uměleckou scénu. Od té doby střídala pobyty ve Worspwede a Paříži. Nejprve studovala kresbu a anatomii na Académie Colarossi. Sama nebo společně s Clarou Westhoffovou také navštěvovala muzea nebo výstavy a galerie, aby poznala moderní francouzské malíře. Zvláště na ni zapůsobily obrazy Paula Cézanna a členů skupiny Nabis, kteří zdůrazňovali význam barevných ploch po vzoru Paula Gauguina. V Paříži se setkala s Ottou Modersohnem, který tam přijel na světovou výstavu. Jeho nemocná manželka Helene zůstala ve Worpswede a zemřela během krátké doby, kterou strávil v Paříži. Modersohn se spěšně vrátil do Německa a krátce na to příjela do Worpswede Paula Beckerová spolu s Clarou Westhoffovou. V květnu 1901 se Paula Beckerová provdala za malíře Ottu Modersohna, který byl o 11 let starší a měl malou dceru Alžbětu. Snažila se spojit své povinnosti manželky, ženy v domácnosti a nevlastní matky se svými uměleckými ambicemi. Zřídila si malý ateliér na blízké farmě, kam chodila denně několik hodin malovat. Vznikla série obrazů dětí, mezi nimi Dívka v zahradě vedle skleněné koule (1901–2), Portrét dívky (1901), Hlava malé holčičky (1902).  
V roce 1903 Paula Modersohn–Beckerová strávila dva měsíce v Paříži, většinu času kreslila v Louvru podle starověkých a egyptských modelů. S manželi Rilkeovými navštivila ateliér sochaře Augusta Rodina. V březnu se vrátila do Worpswede. Do konce roku 1904 namalovala přibližně 130 obrazů zátiší a krajin, ale hlavně portrétů dětí (Dítě na polštáři s červenými kostkami). V únoru 1905 znovu odjela do Paříže, kam za ní nakrátko přijel i manžel a spolu shlédli obrazy Paula Gauguina. Absolvovala kurzy kreslení na Académie Julian, ale stále více si uvědomovala, že už dospěla k vlastnímu malířskému stylu. Po návratu do Worpswede se její zájem soustředil na zátiší. Zatím co před rokem 1905 lze v její práci vysledovat pouze deset zátiší, od roku 1905 do roku 1907 je jich téměř 50.
V únoru 1906 opustila Worpswede s tím, že nadále bude žít v Paříži odděleně od svého manžela, uvažovala o rozvodu. Chtěla se prosadit jako samostatná umělkyně, intenzivně se věnovala malbě. Během svých pobytů v Paříži v letech 1905 a 1906 žila ve svém ateliéru na Avenue du Maine, kde mimo jiné vytvořila portrét Rainera Maria Rilkeho, jeho manželky Clary Rilke–Westhoffové, kompozice matky s dítětem. Odhaduje se, že během posledních dvou let svého života vytvořila kolem 90 obrazů. Kromě zátiší vznikly v této době četné autoportréty, jako je Autoportrét s citronem. Mnohé z nich byly polonahé. Svými obrazy se nebyla schopná uživit, jejich prodej byl minimální a Otto Modersohn ji nadále finančně podporoval. V říjnu 1906 požádala svého manžela, aby přijel do Paříže a pokusili se své manželství zachránit. V březnu 1907 se spolu vrátili do Worpswede. V Kunsthalle v Brémách vystavovala několik obrazů spolu se svým mužem, ale výstava neměla téměř žádný ohlas.

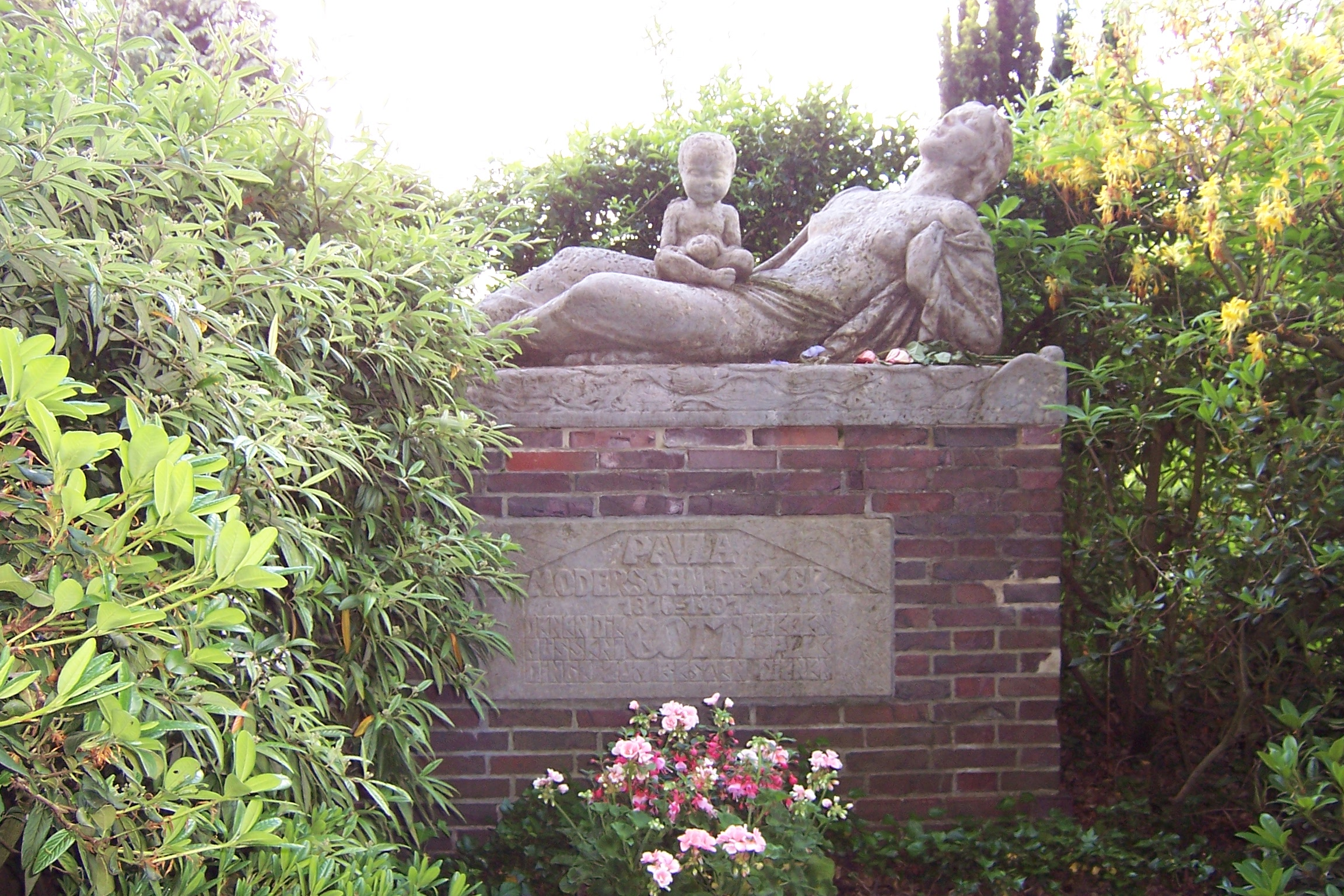
hrob Pauly Modersohn–Beckerové ve Worspwede

Dne 2. listopadu 1907 Paula porodila dceru Mathildu. Po těžkém porodu jí lékař předepsal odpočinek na lůžku, ale 20. listopadu 1907 náhle zemřela na embolii ve věku 31 let. Je pochována v hrobě na hřbitově kostela Sion, který stojí na vyvýšenině Weyerberg ve Worpswede. Hrobku vytvořil sochař, malíř a architekt Bernhard Hoetger v letech 1916 až 1919. Památníku dominuje polonahá ženská postava v životní velikosti z litého kamene. Na klíně sedí malé nahé dítě, které drží v rukou jablko. Vyobrazení má vyjádřit osud malířky, která zemřela několik dní po narození své jediné dcery, a symbolizovat cyklus zrození a odchodu.

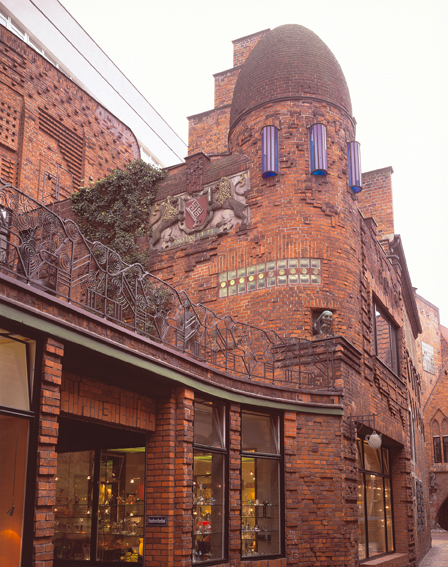
muzeum Pauly Modersohn–Beckerové v Brémách

Paula Modersohn-Beckerová prodala za svůj život jen asi pět obrazů. Teprve díky výstavám organizovaným v prvních letech po její smrti se o ní dozvěděli někteří sběratelé a začali získávat její obrazy. K desátému výročí její smrti v roce 1917 uspořádalo umělecké sdružení Kestnergesellschaft z Hannoveru velkou výstavu jejích děl a zveřejnilo výběr jejích dopisů a deníkových záznamů, které vypovídaly o jejím životě, pocitech a přátelstvích i o myšlenkách, které formovaly její umění. Sbírka, vydaná v roce 1919 pod názvem Briefe und Tagebuchblåtter (Dopisy a deníky) se stala úspěšnou, po druhé světové válce byla několikrát vydána i v zahraničí. Jméno Pauly Modersohn-Beckerové se stalo známé v dalších zemích, současně však tyto publikace vedly k dlouhodobé sentimentální interpretaci její osoby. V červnu 1927 bylo slavnostně otevřeno muzeum Pauly Modersohn-Beckerové v Brémách. V období třetí říše byla řada jejích obrazů nacisty zničena. 
Systematické studium obrazů Pauly Modersohn-Beckerové a zhodnocení jejího díla bylo provedeno poprvé po druhé světové válce u příležitosti velkých retrospektivních výstav a památných dnů. Paula Modersohn-Beckerová byla jednou z nejodvážnějších německých umělkyň své epochy. Vydala se daleko za hranice zobrazování regionální přírody svých kolegů z Worpswede a předjímala mezinárodní umělecký vývoj 20. století. Její absolutní oddanost svému umění zcela odporovala normám ženského chování své doby.
Dům rodiny Beckerových v Brémách byl v roce 2007, ke stému výročí úmrtí Pauly Modersohn-Beckerové, zpřístupněn jako umělecké centrum s galerií, kde se konají výstavy současné malby, grafiky, fotografie a sochařství.

## Dílo
První fáze její tvorby je poznamenána snahou vymezit se vůči dominujícímu akademismu, kde se inspiruje především barbizonskou školou. Její raná díla prozrazují impresionistické vlivy, náladová malba s vesnickými motivy využívá teplé, zemité barvy. Rolnické scény jsou neromantické, ukazují skutečný život, ale nezdůrazňují sociální aspekty. Tématem jejích obrazů je příroda, prostí venkovští lidé a tradice.
Po roce 1900 se v její tvorbě projevuje vliv Paula Gauguina, Henriho Matisse a Paula Cézanna. Význam získává kompozice, tvar a barva. Experimentuje s novými barvami a tvary, dává přednost plochému stylu malby (fauvismus). Dávala přednost pastóznímu nanášení barev, kterým přikládala velkou důležitost, a zřetelně vymezeným tvarům. Zobrazované objekty ohraničuje černými konturami a stále více v nich sleduje jejich základní geometrické tvary. Jako jedna z prvních německých umělců začala pracovat v novém stylu expresionismu. V posledních letech spěla ke zjednodušené formě zdůraznění světla a stínu (Dítě se zlatými rybkami 1906–7, Zátiší s hruškami, 1907).
Oblíbeným námětem byly krajiny, zátiší a portréty. V průběhu let namalovala řadu autoportrétů, které odrážely její osobní vývoj a charakter. Jako první žena v dějinách umění namalovala svůj autoportrét jako celkový akt a jako těhotná (Autoportrét se dvěma květinami, 1907). Její portréty dětí jsou také neobvyklé. Ukazují vážné a nepřikrášlené vnímání dětí bez jakékoliv sentimentálity a podbízivosti. Osobitý styl mají portréty žen a dívek, které se vyhýbají zobrazení konvenční krásy.

## Galerie

Portréty a akty
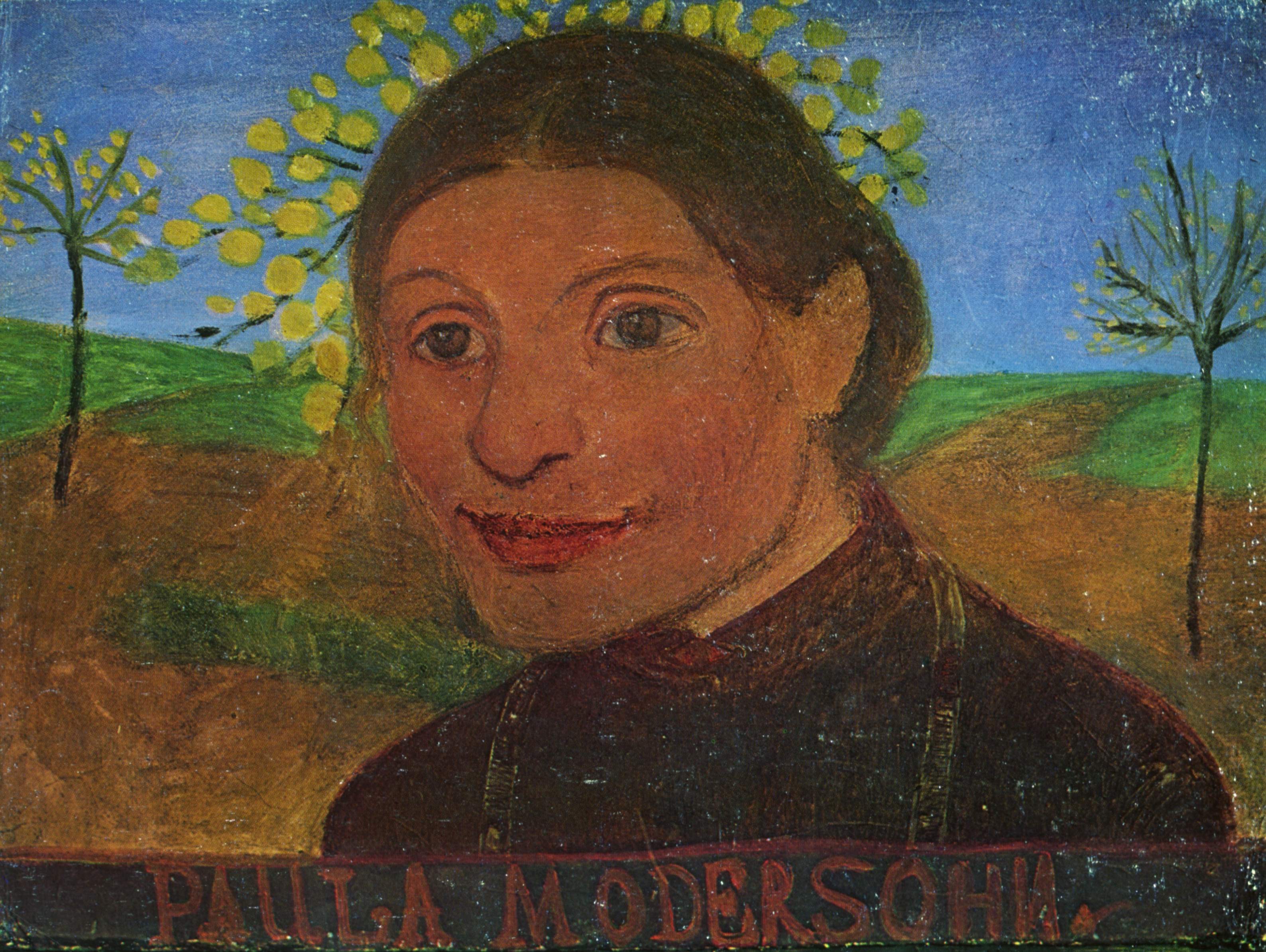
Autoportrét (1902)
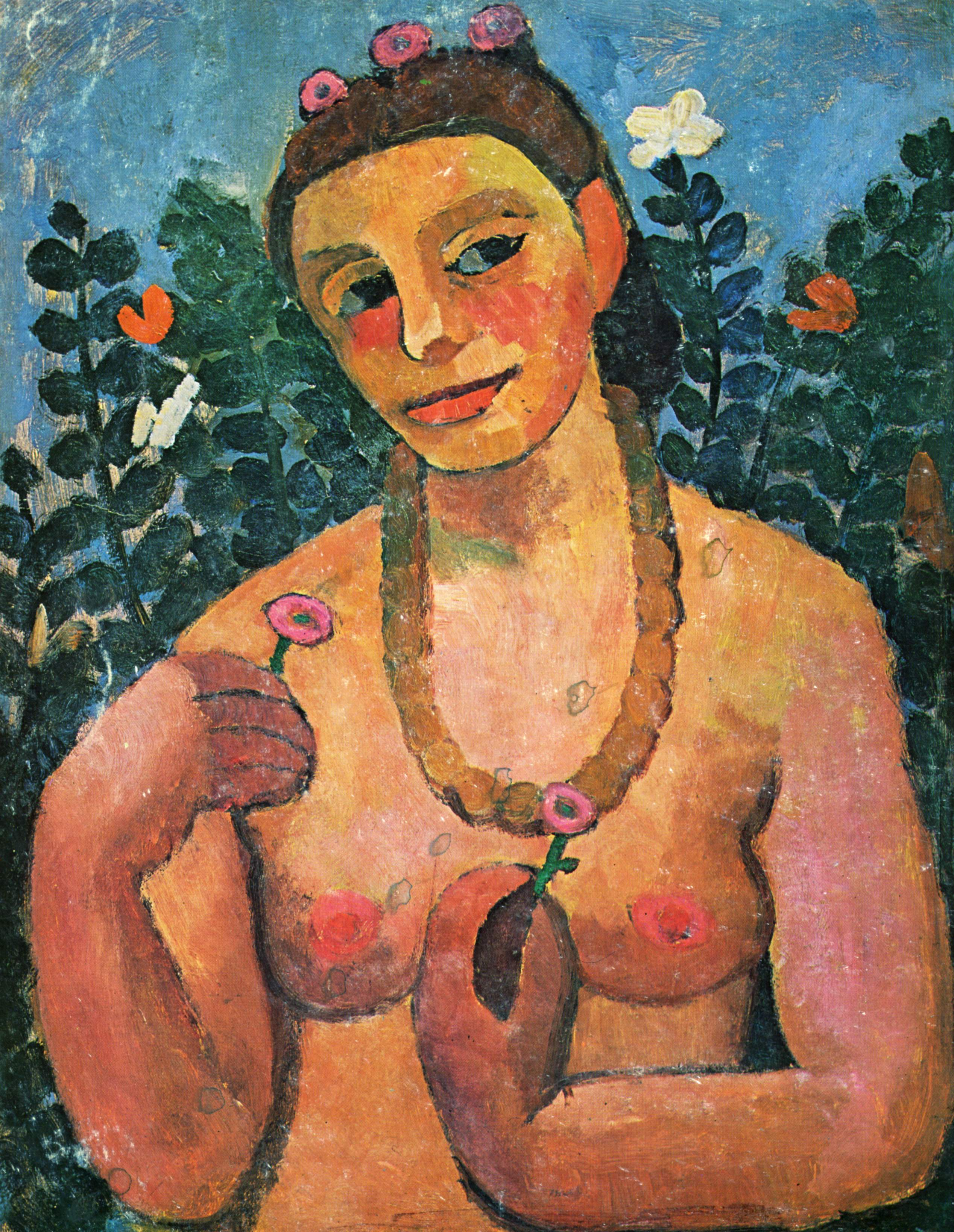
Autoportrét (1906)
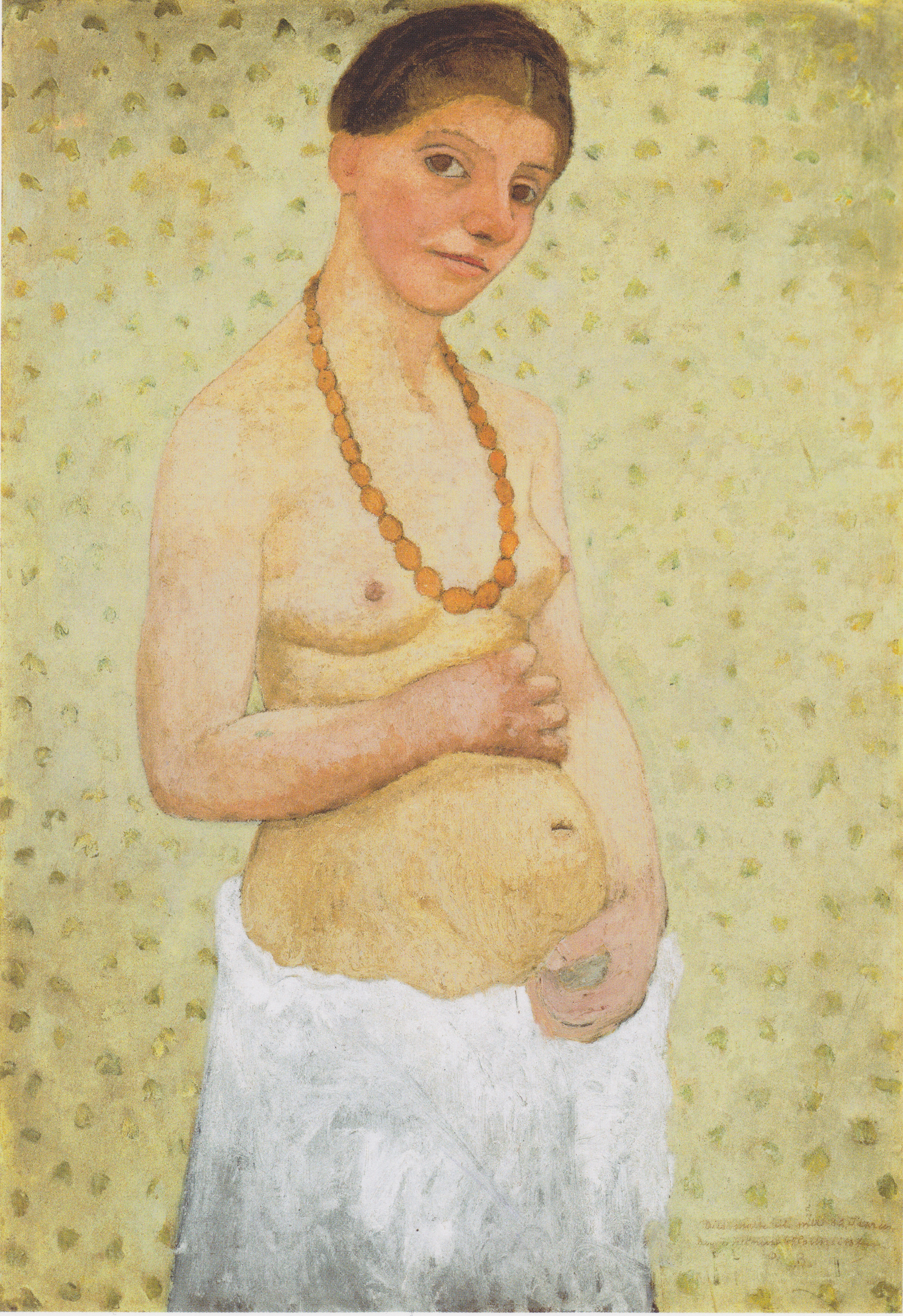
Autoportrét jako těhotná (1906)
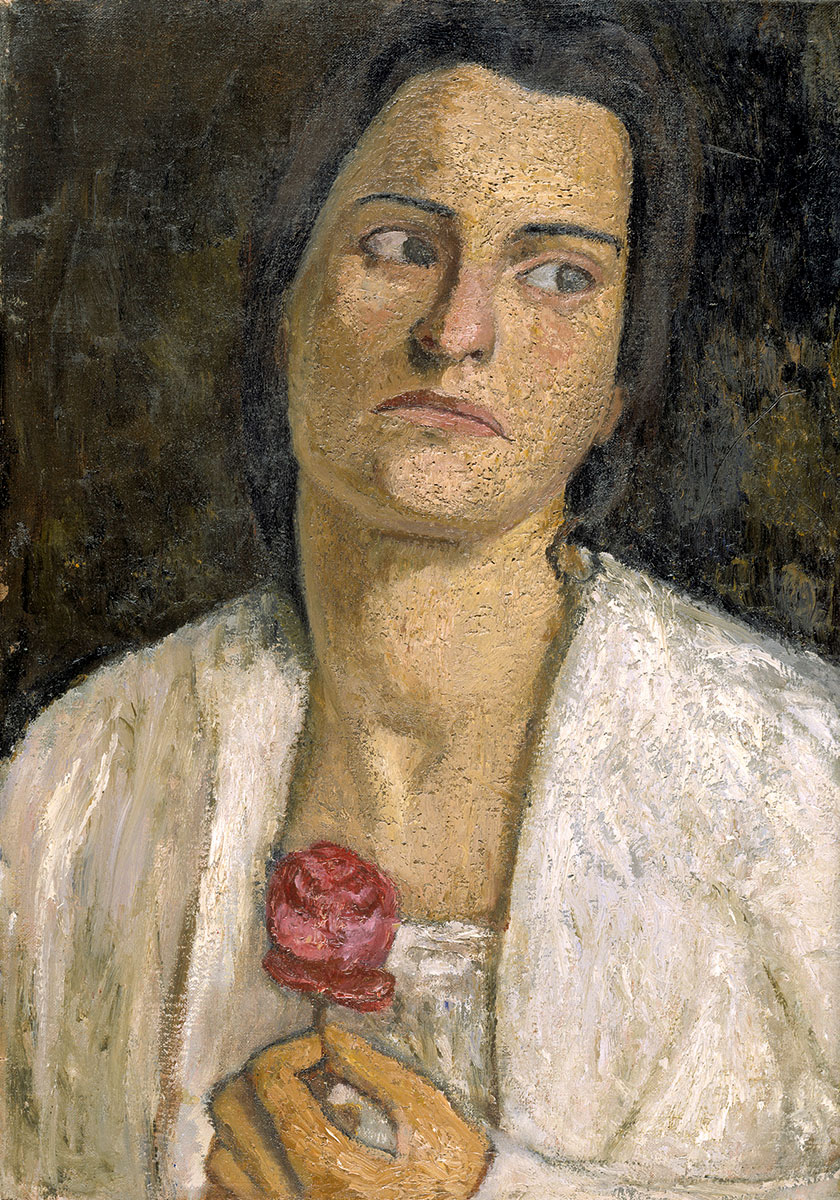
Clara Rilke-Westhoffová (1905)
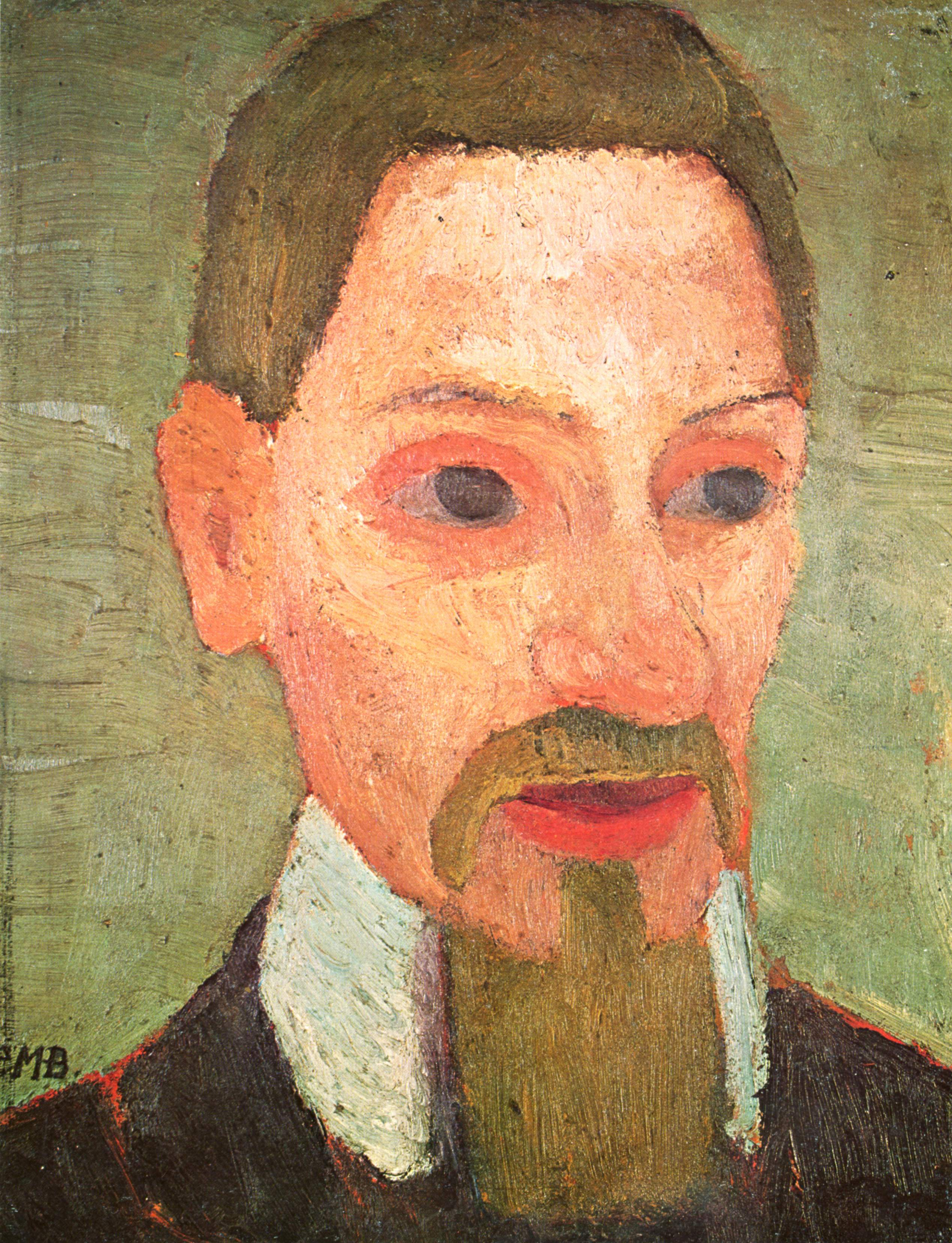
Rainer Maria Rilke (1906)
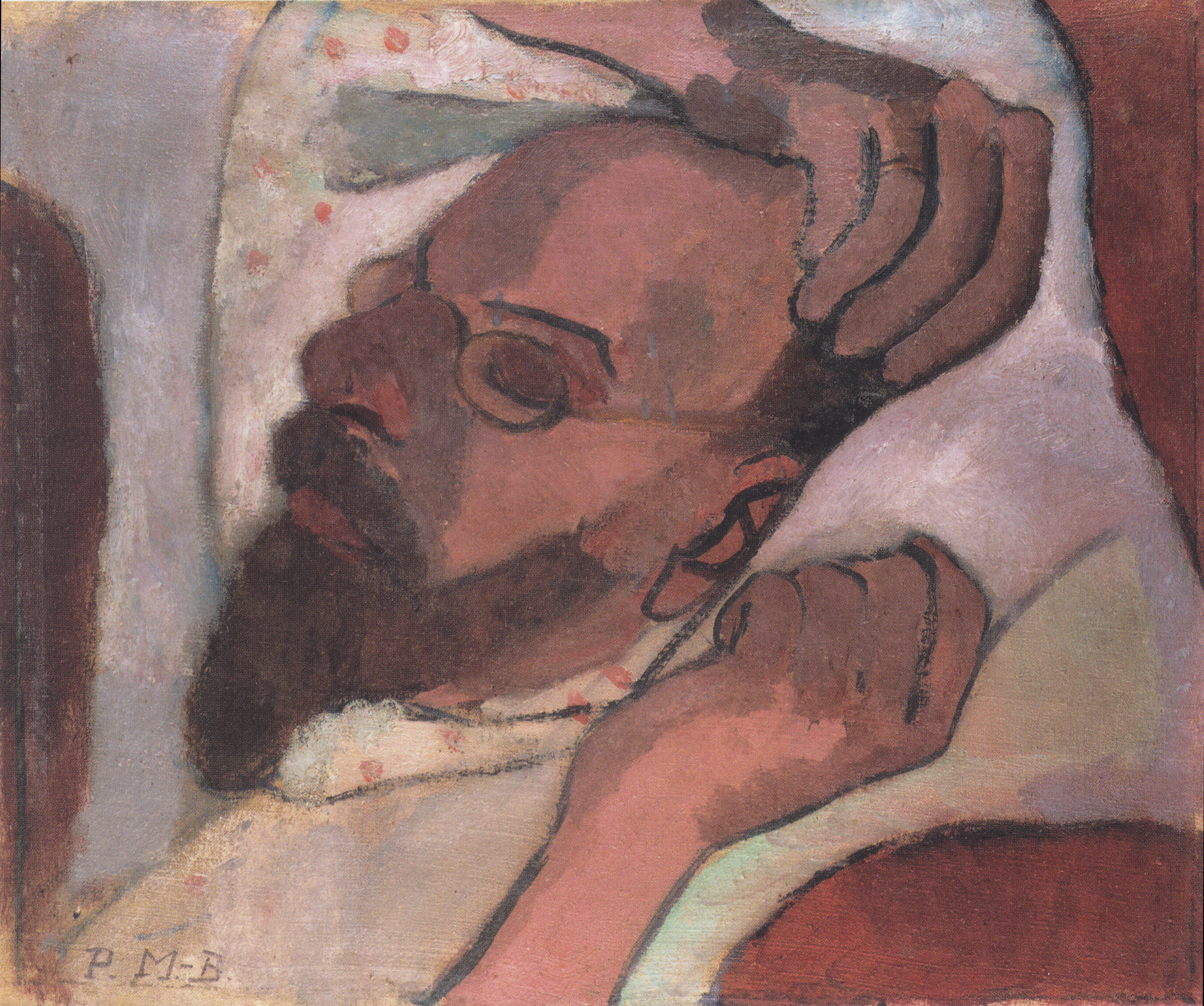
Otto Modersohn (1906)
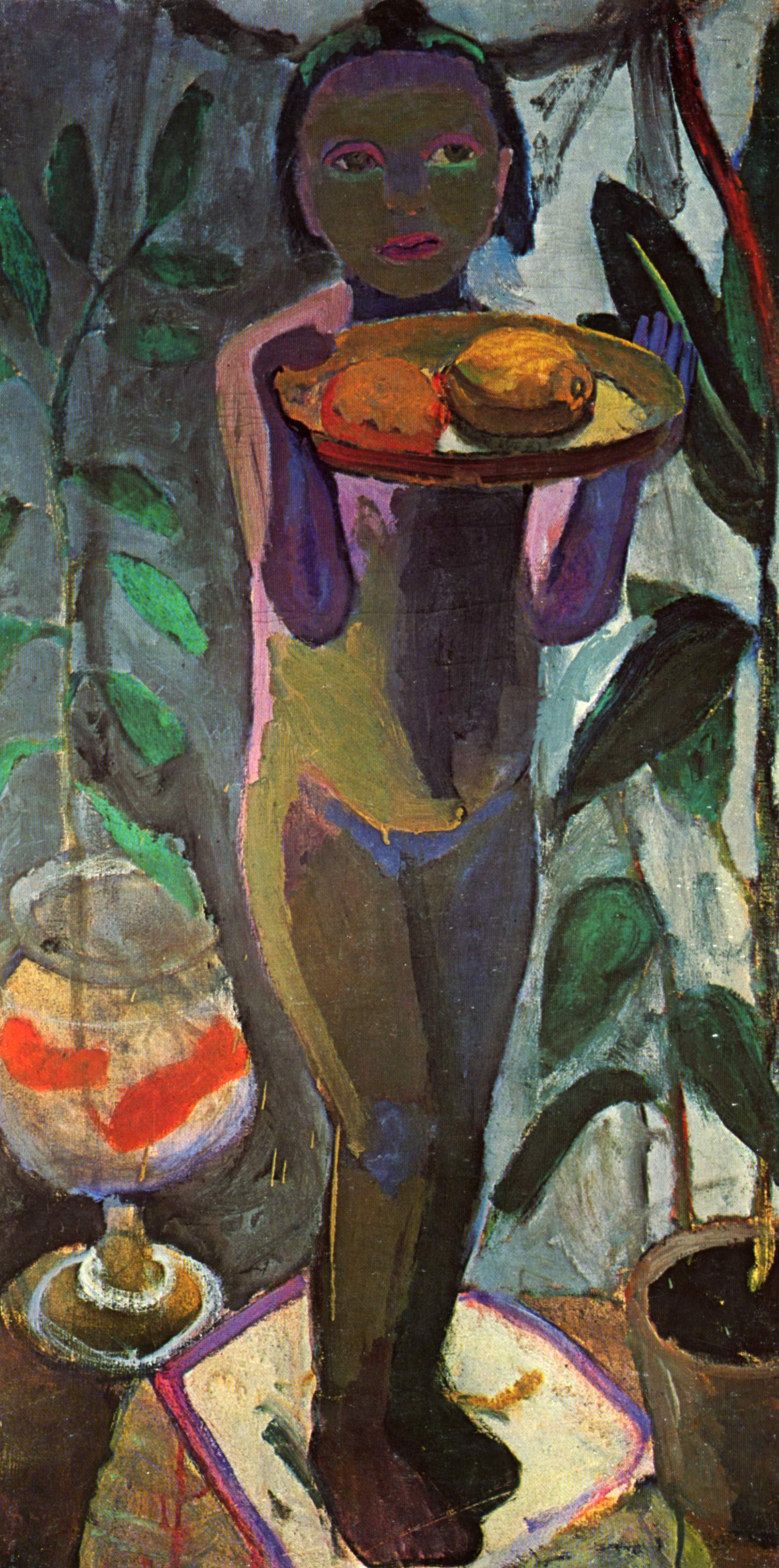
Dětský akt s akváriem (1906–7)
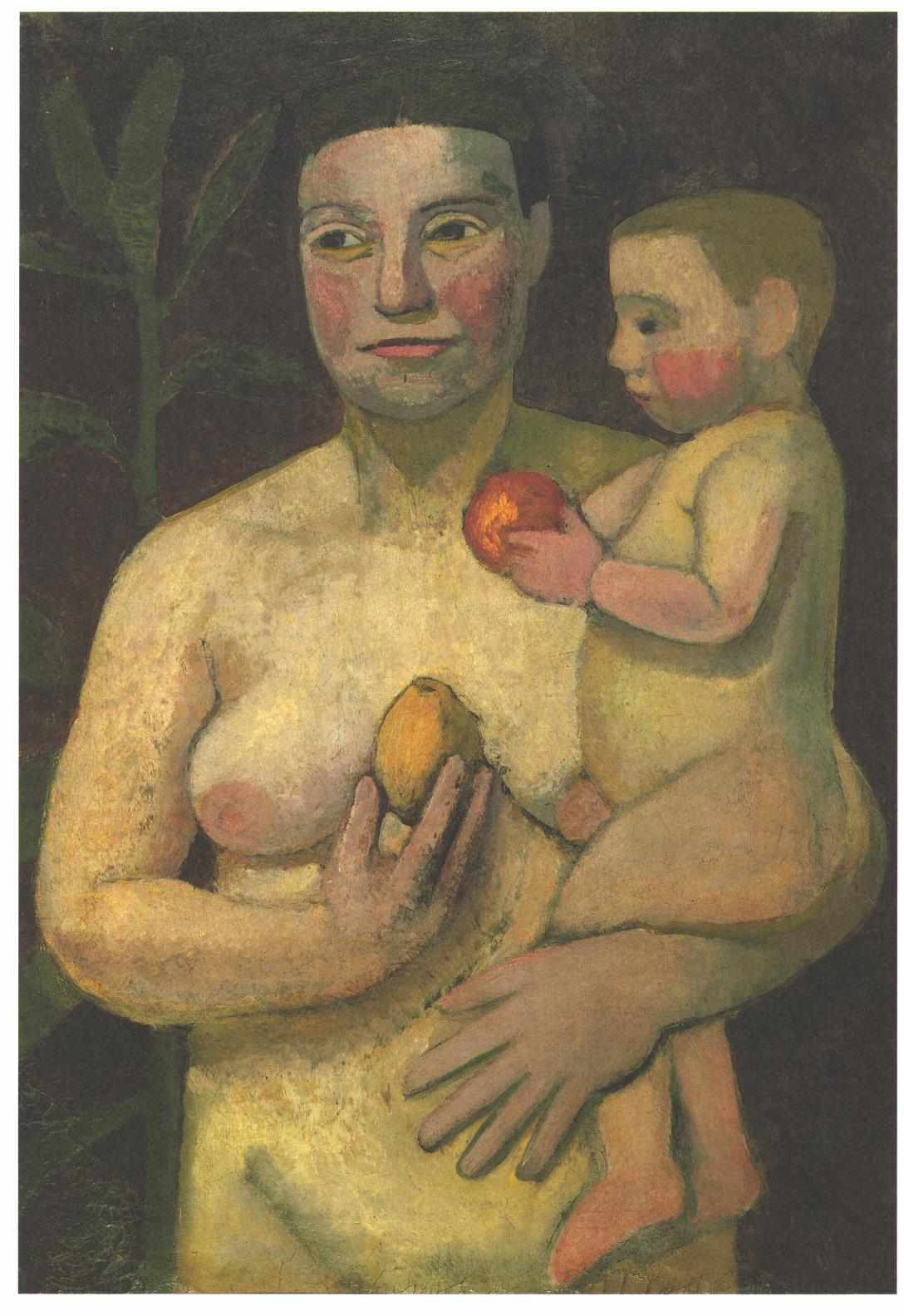
Matka a dítě (1907)

Dětské portréty
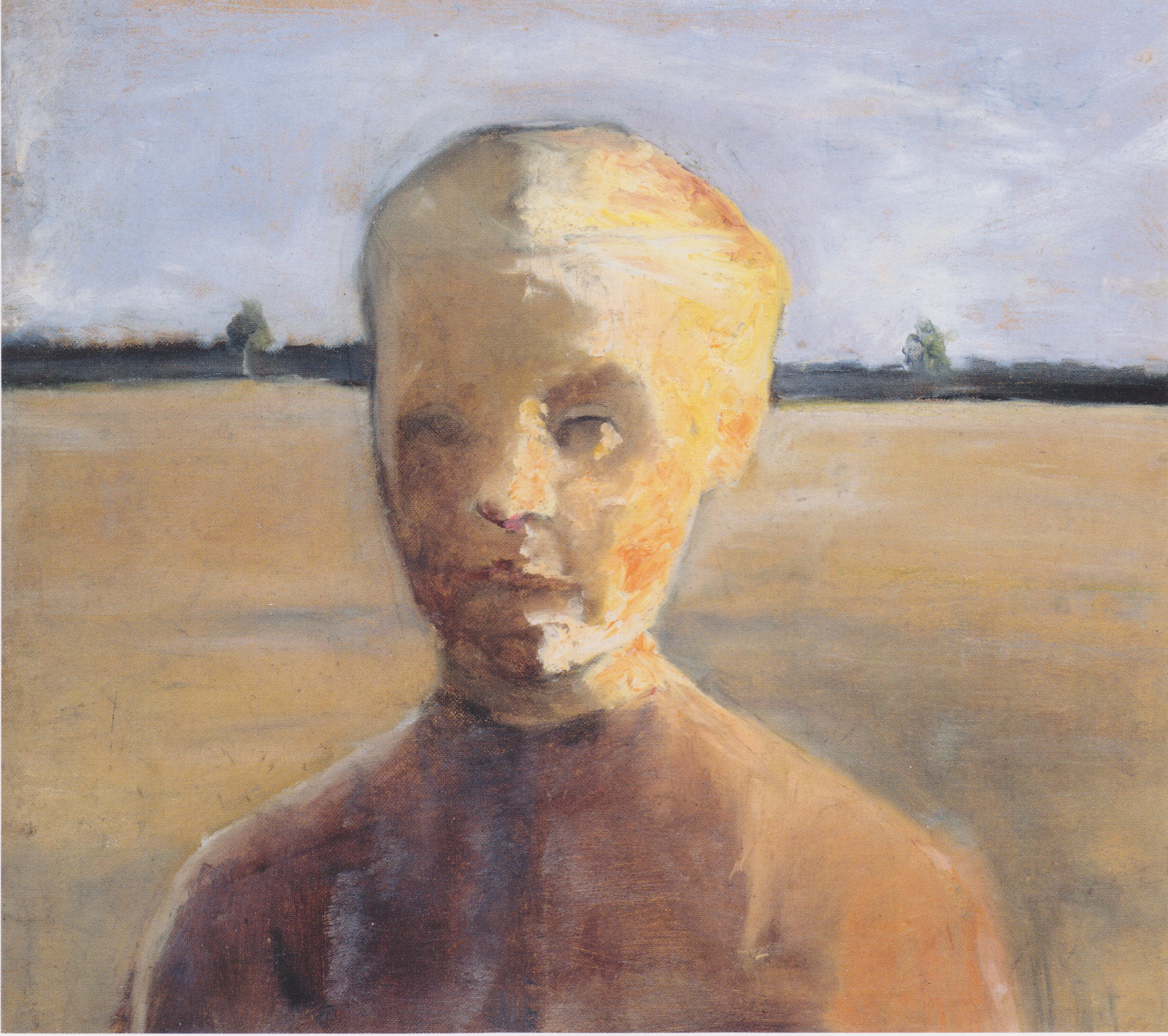
Dívka na slunci s krajinou v pozadí (1897)
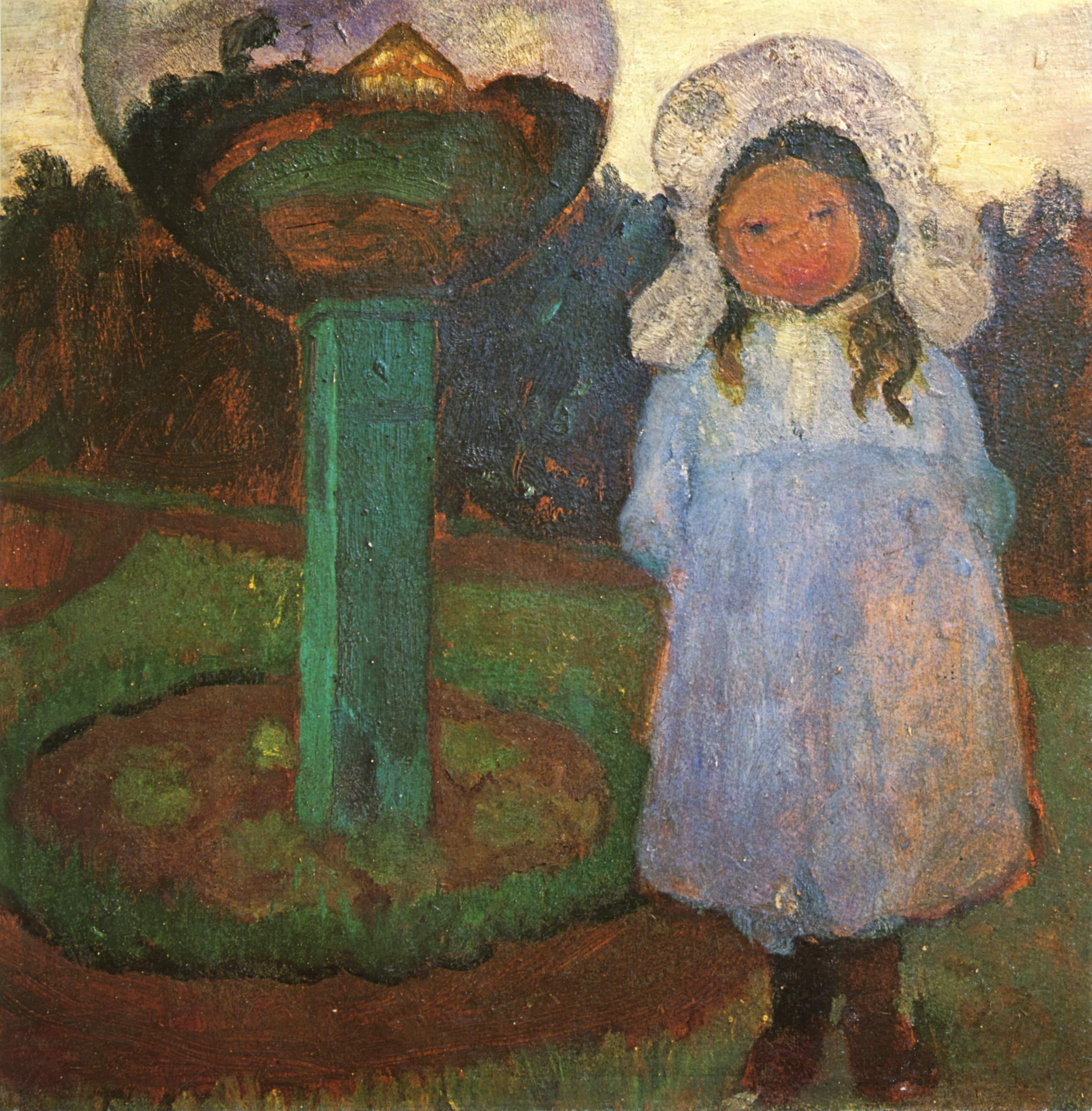
Děvčátko v zahradě vedle skleněné koule (1901–2)
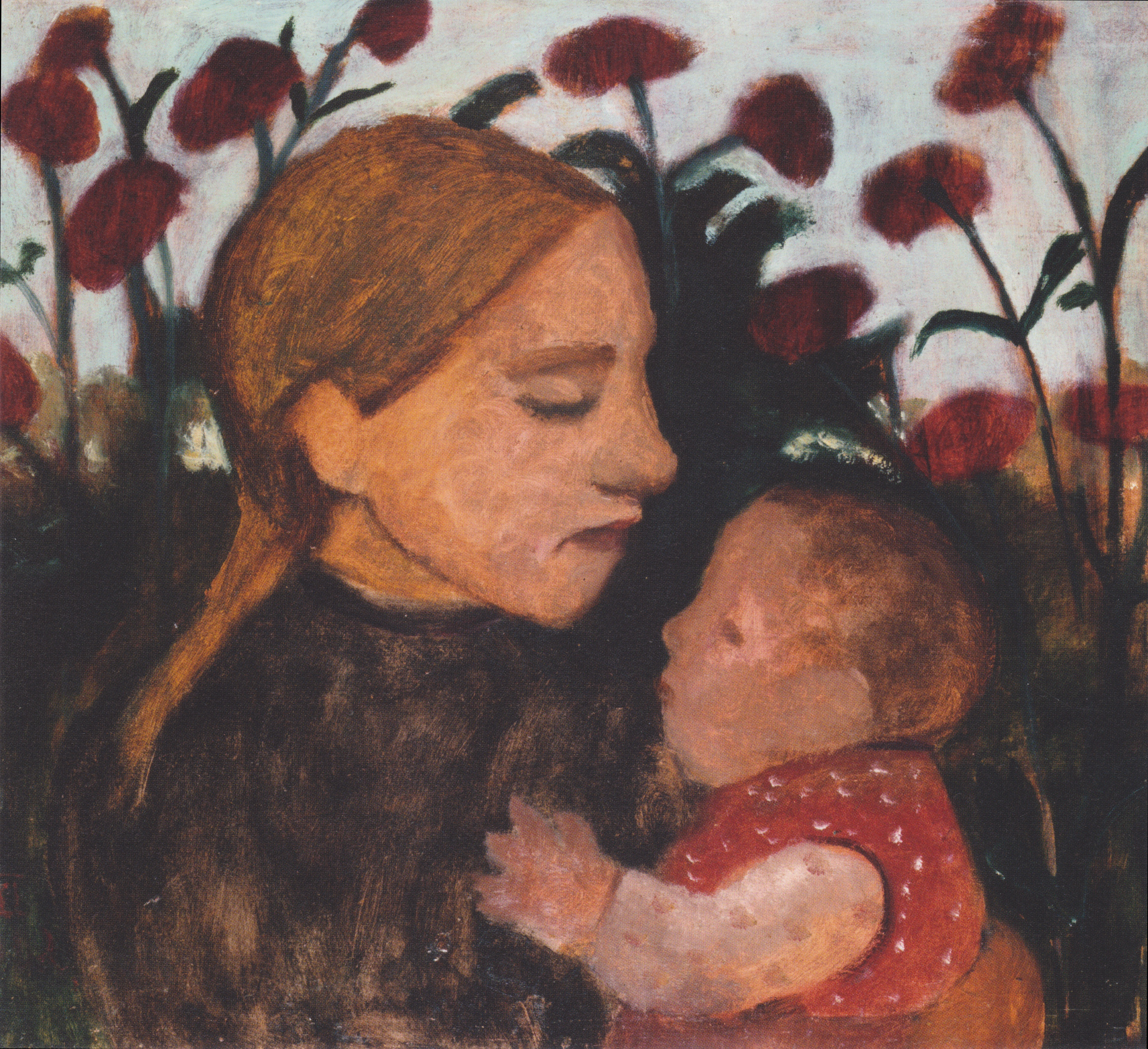
Dívka s dítětem před červenými květy (1902)
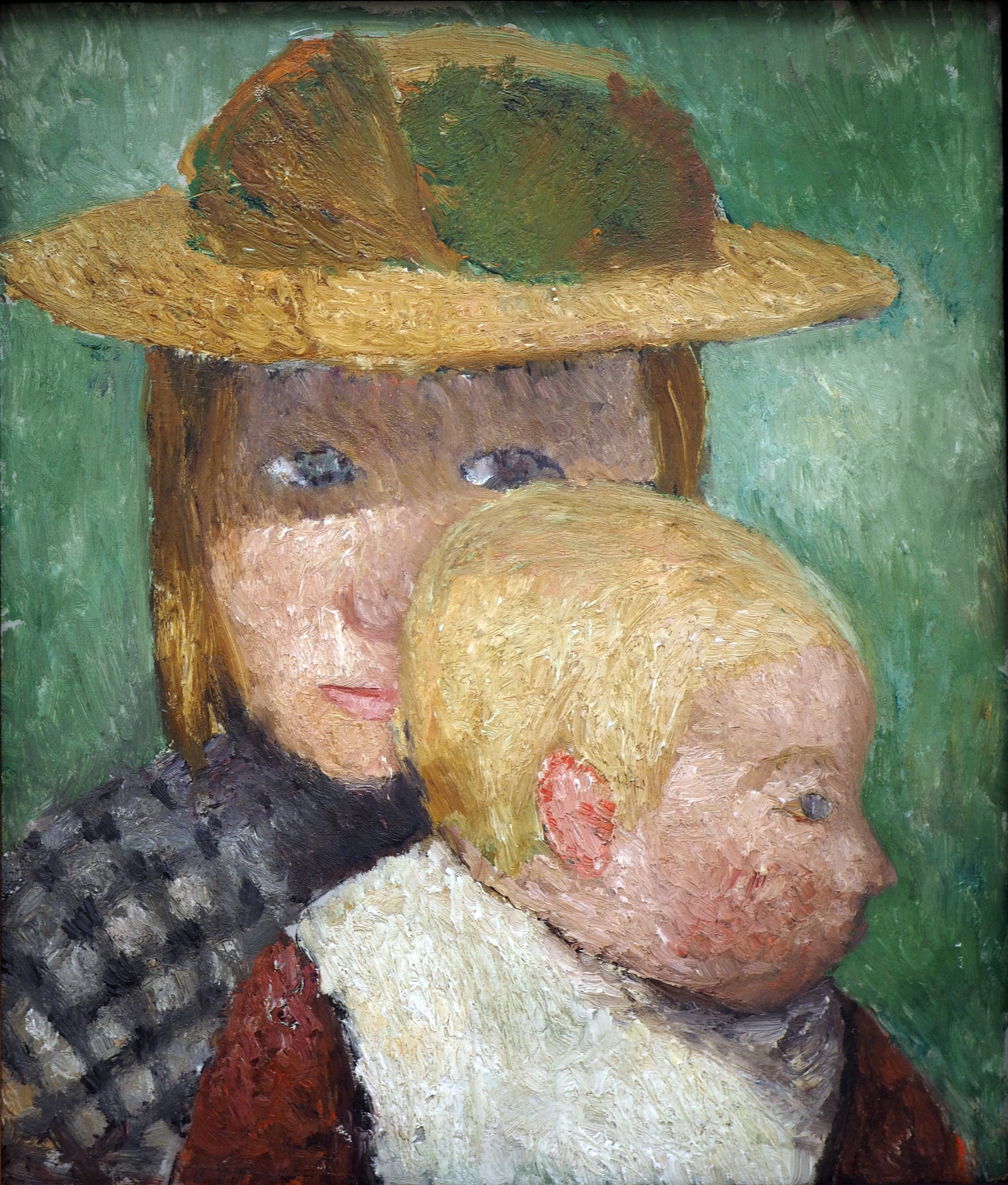
Děti na slunci (1903)
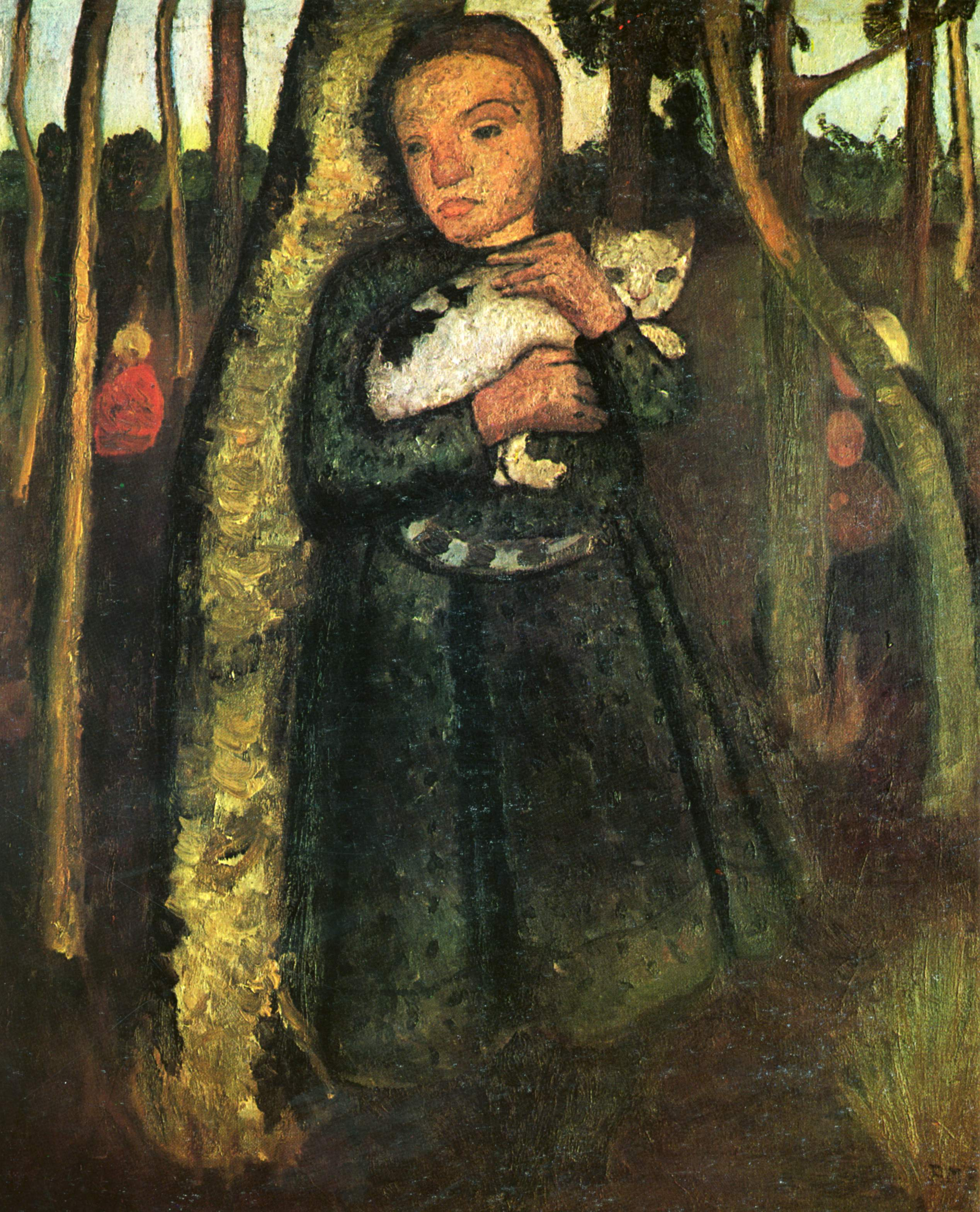
Dívka s kočkou v Birkenwaldu (1903)
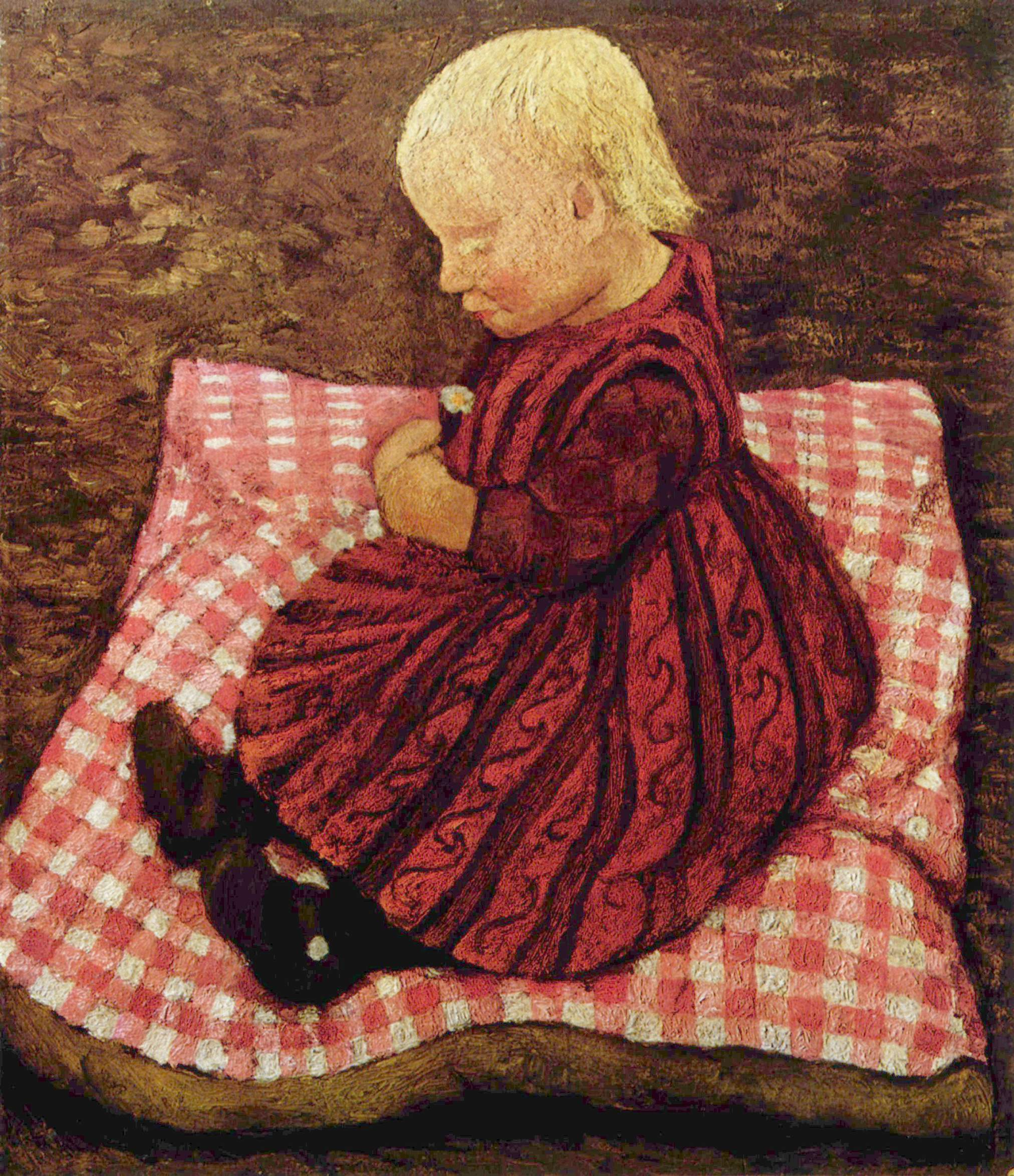
Děvčátko na polštáři s červenými kostkami (1904)
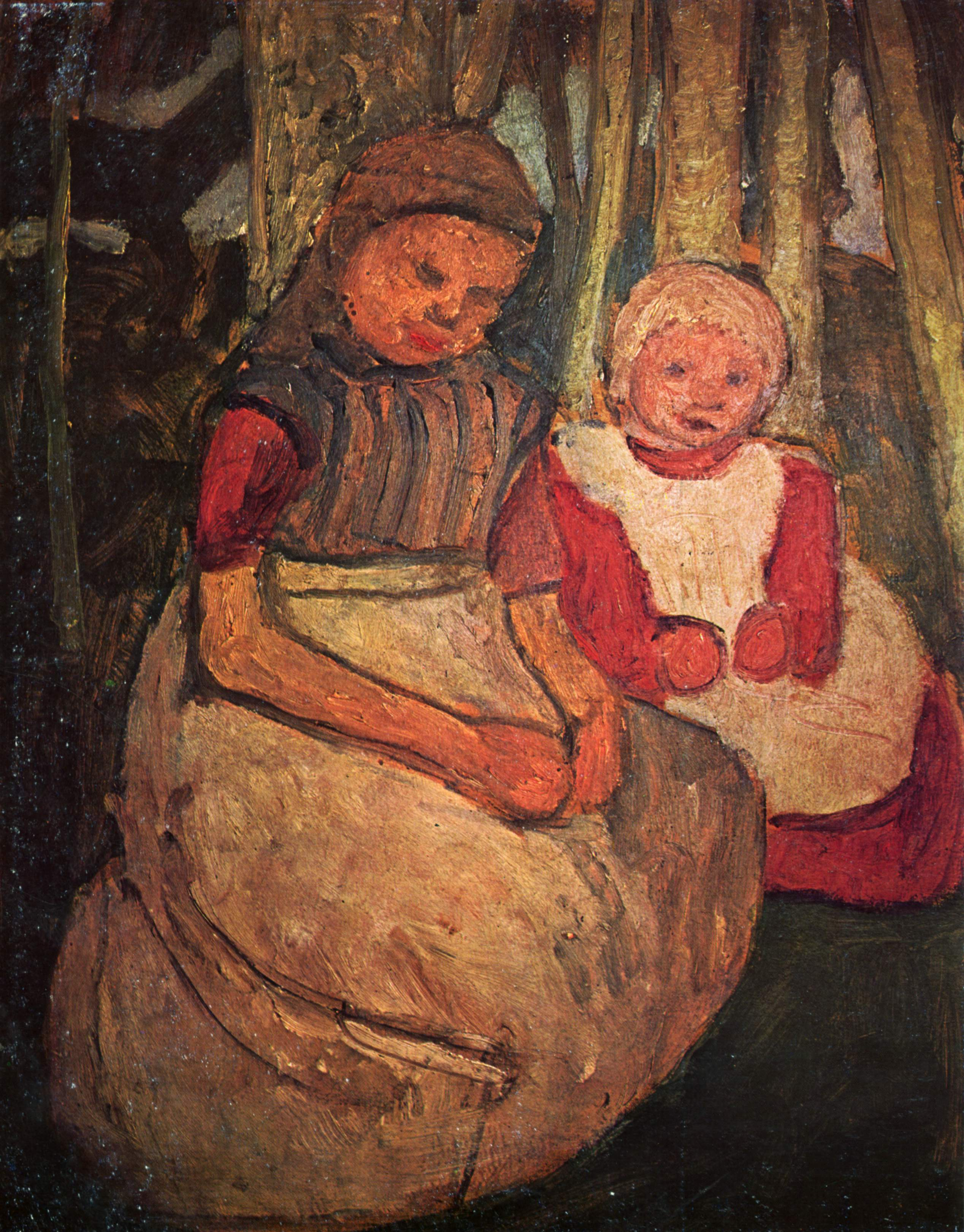
Dvě sedící dívky v lese (1904)
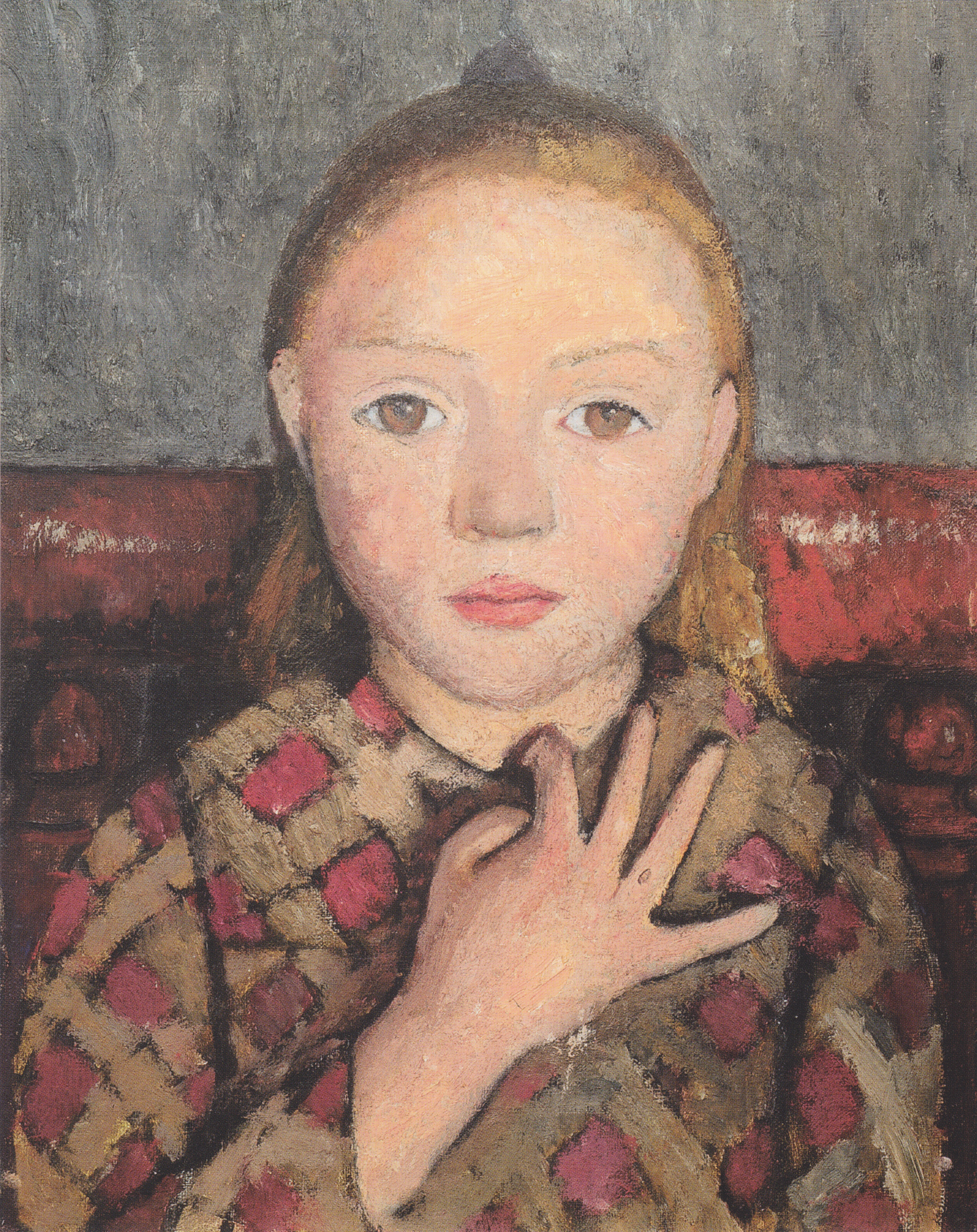
Dívčí portrét (1905)

Krajiny a zátiší
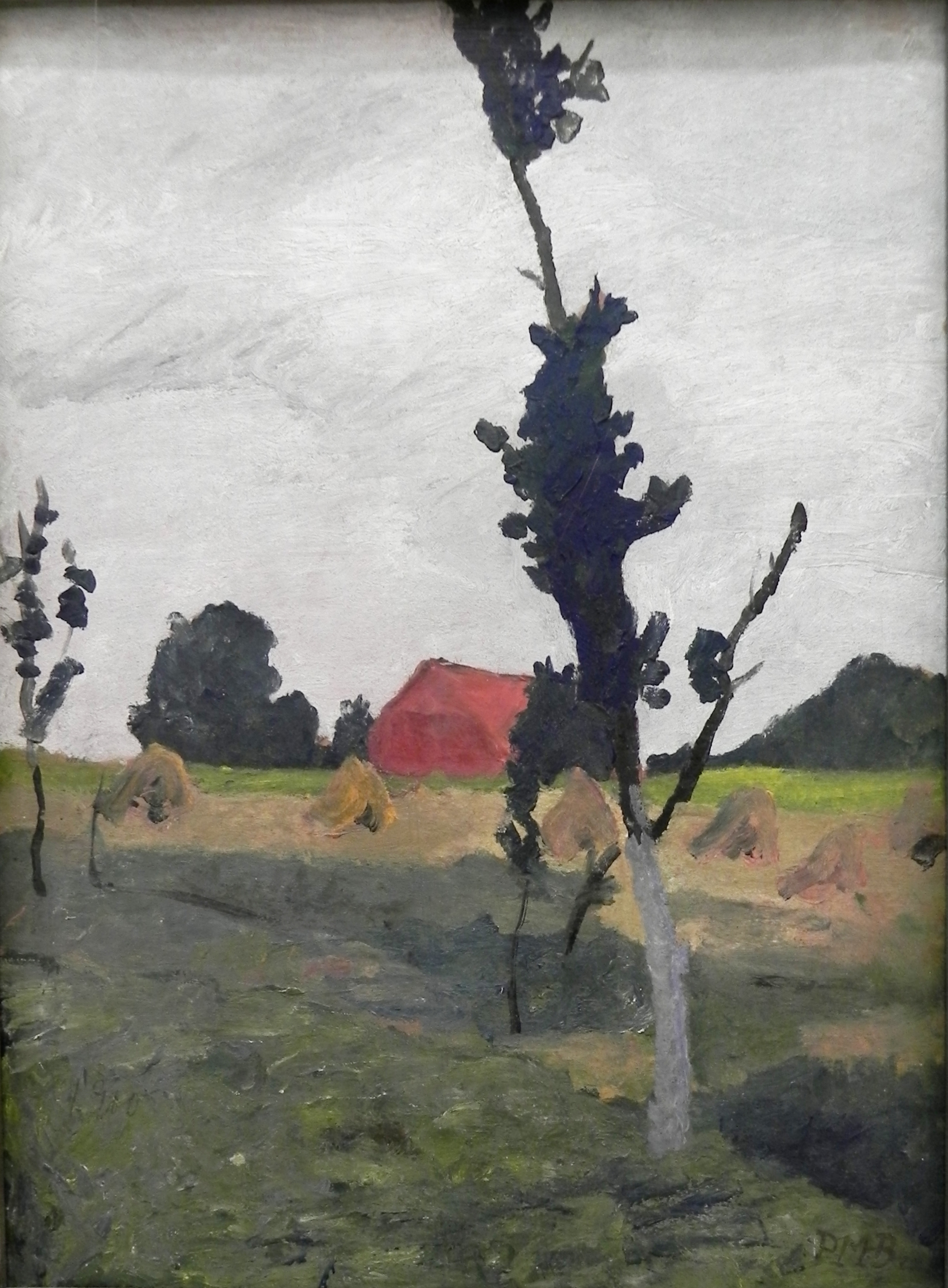
Krajina Worspwede s červeným domem (1900)
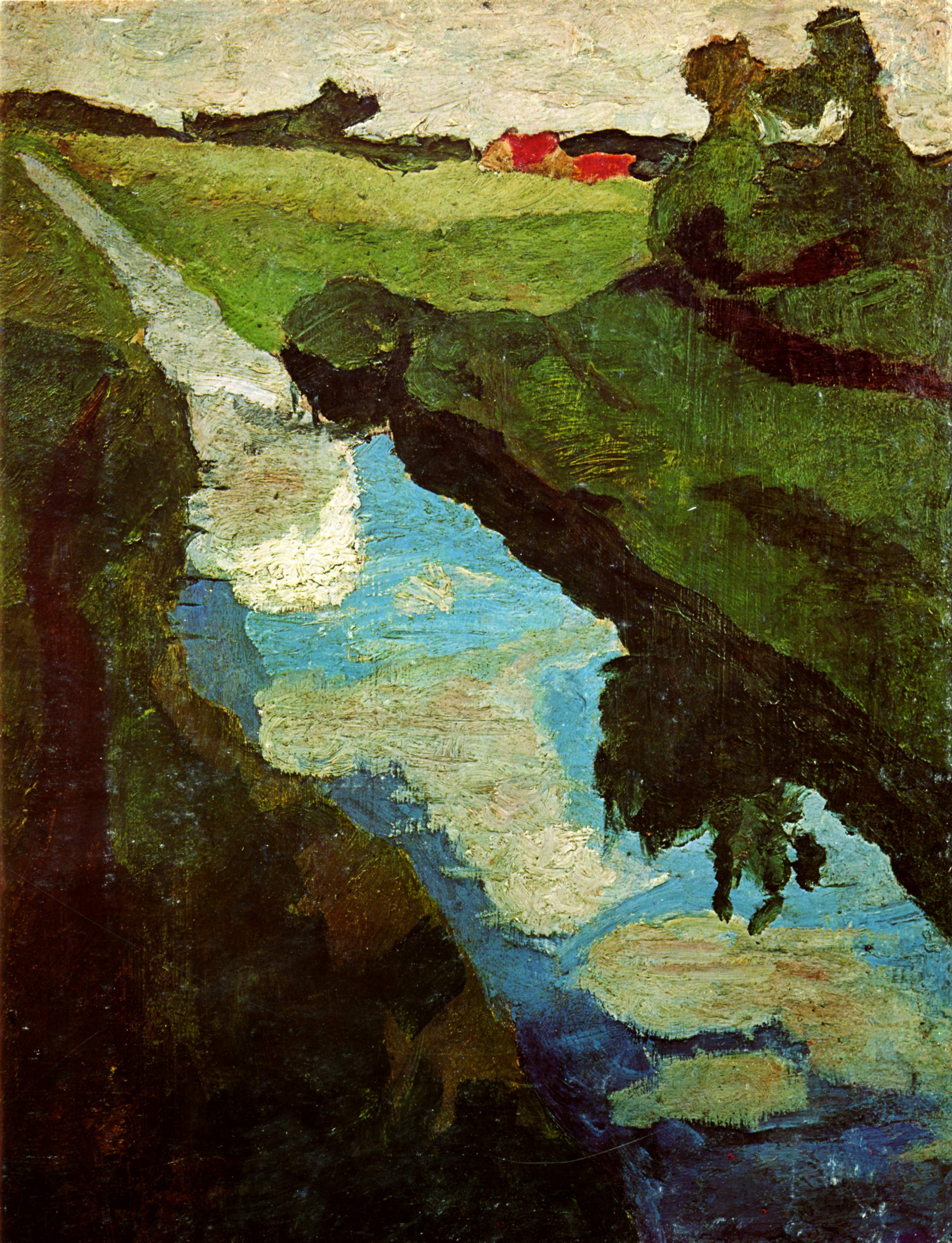
Slatinný příkop (1901–2)
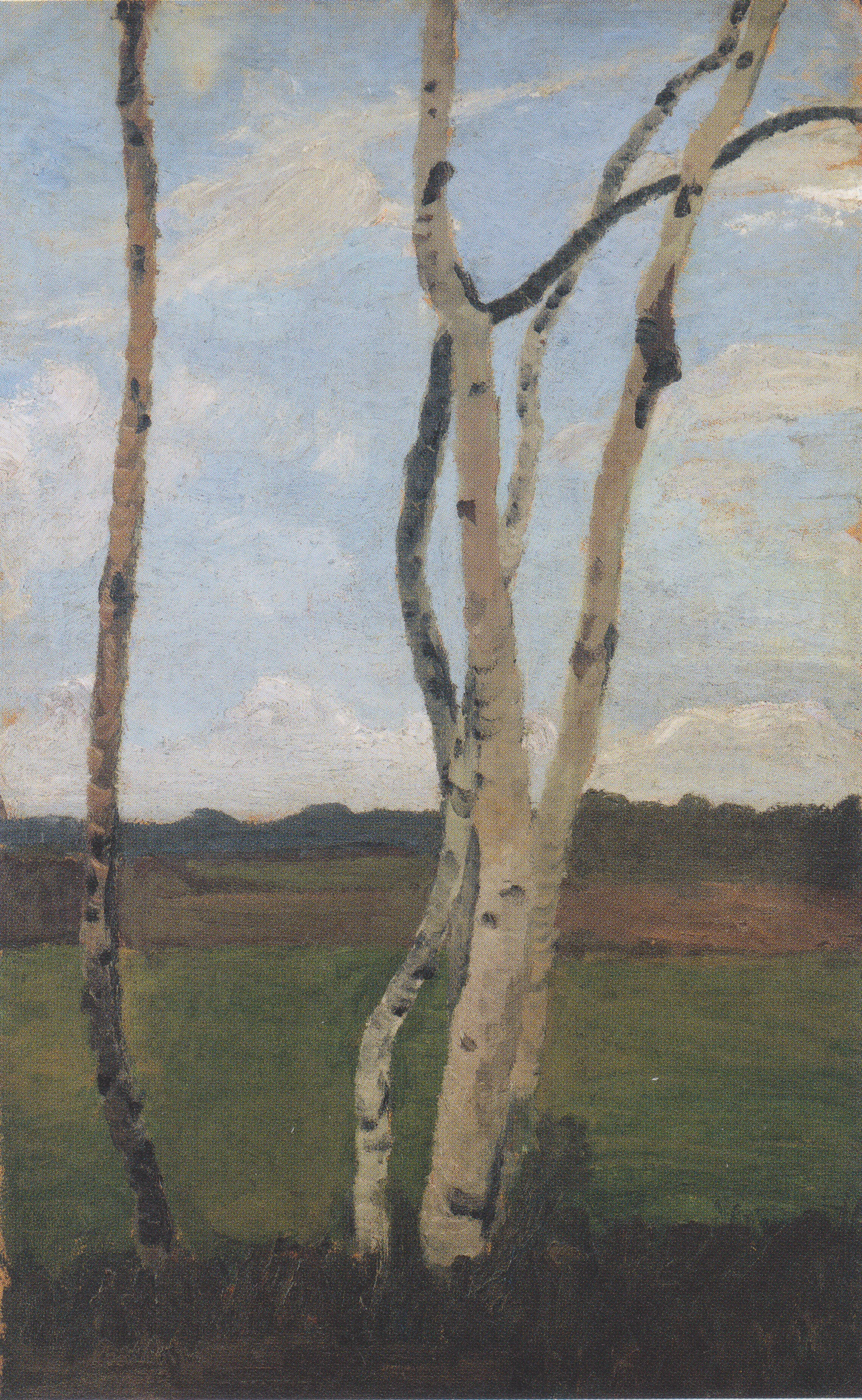
Břízy v krajině (1901)
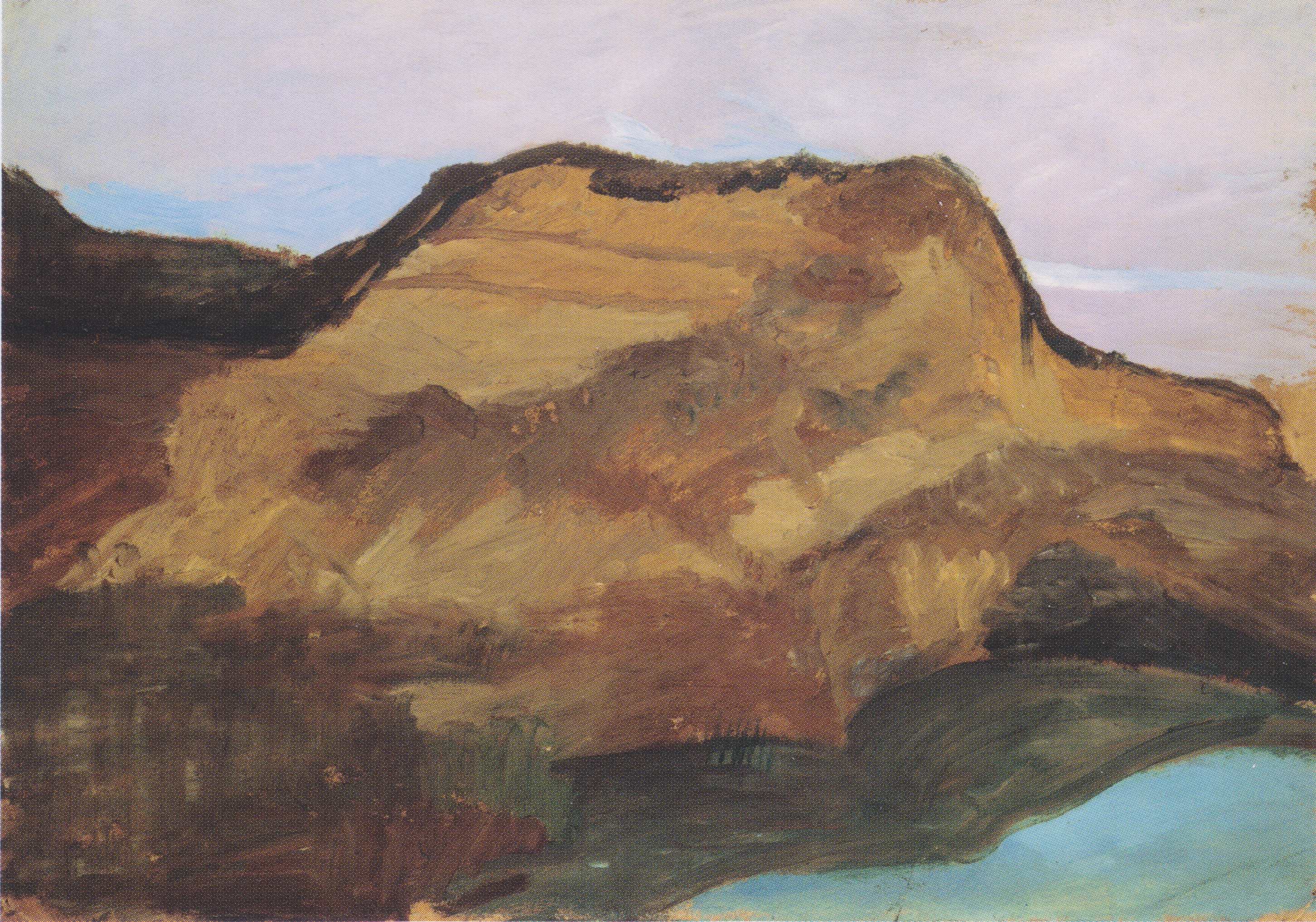
Pískoviště (1901)
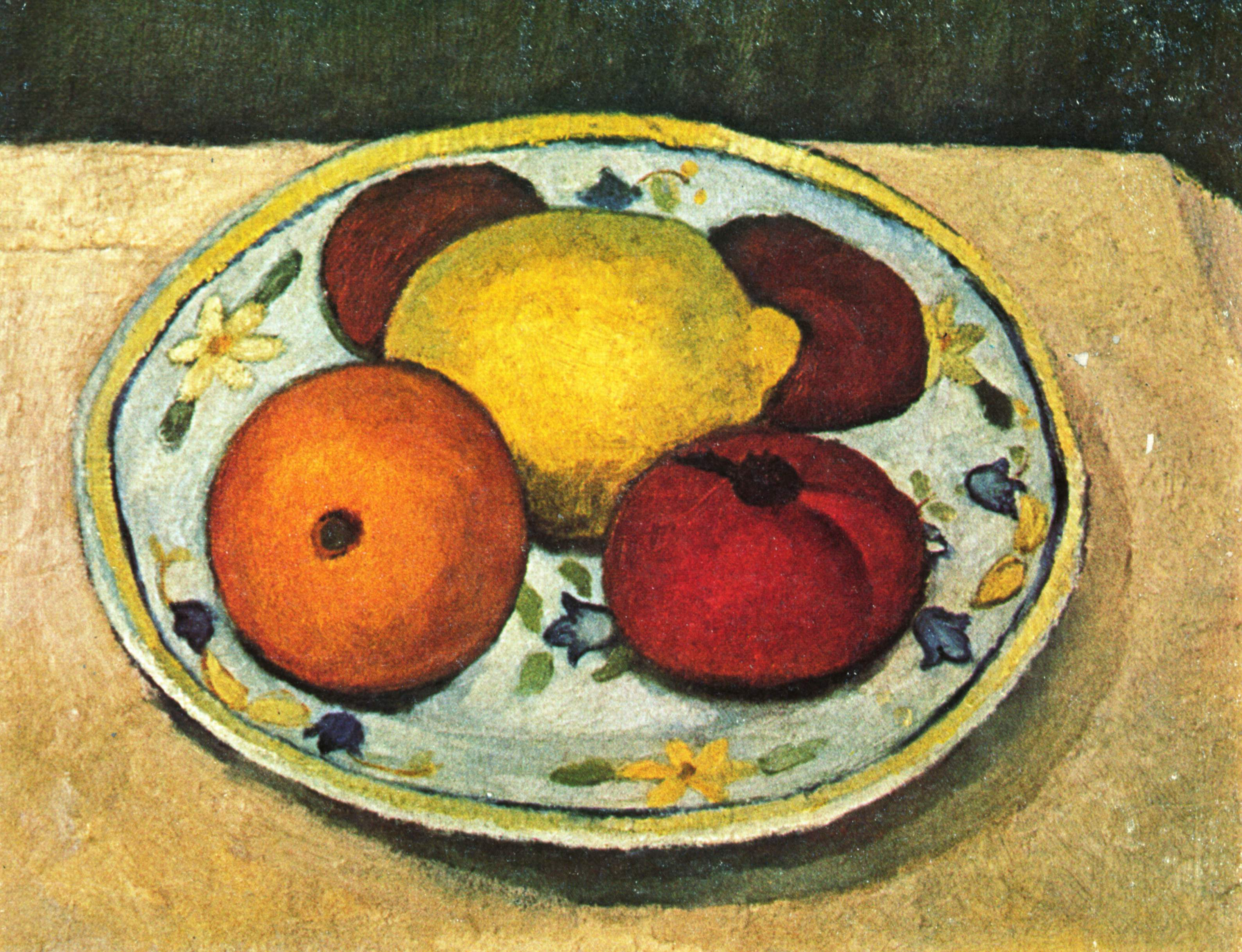
Zátiší s citronem, pomerančem a rajčetem (1903)
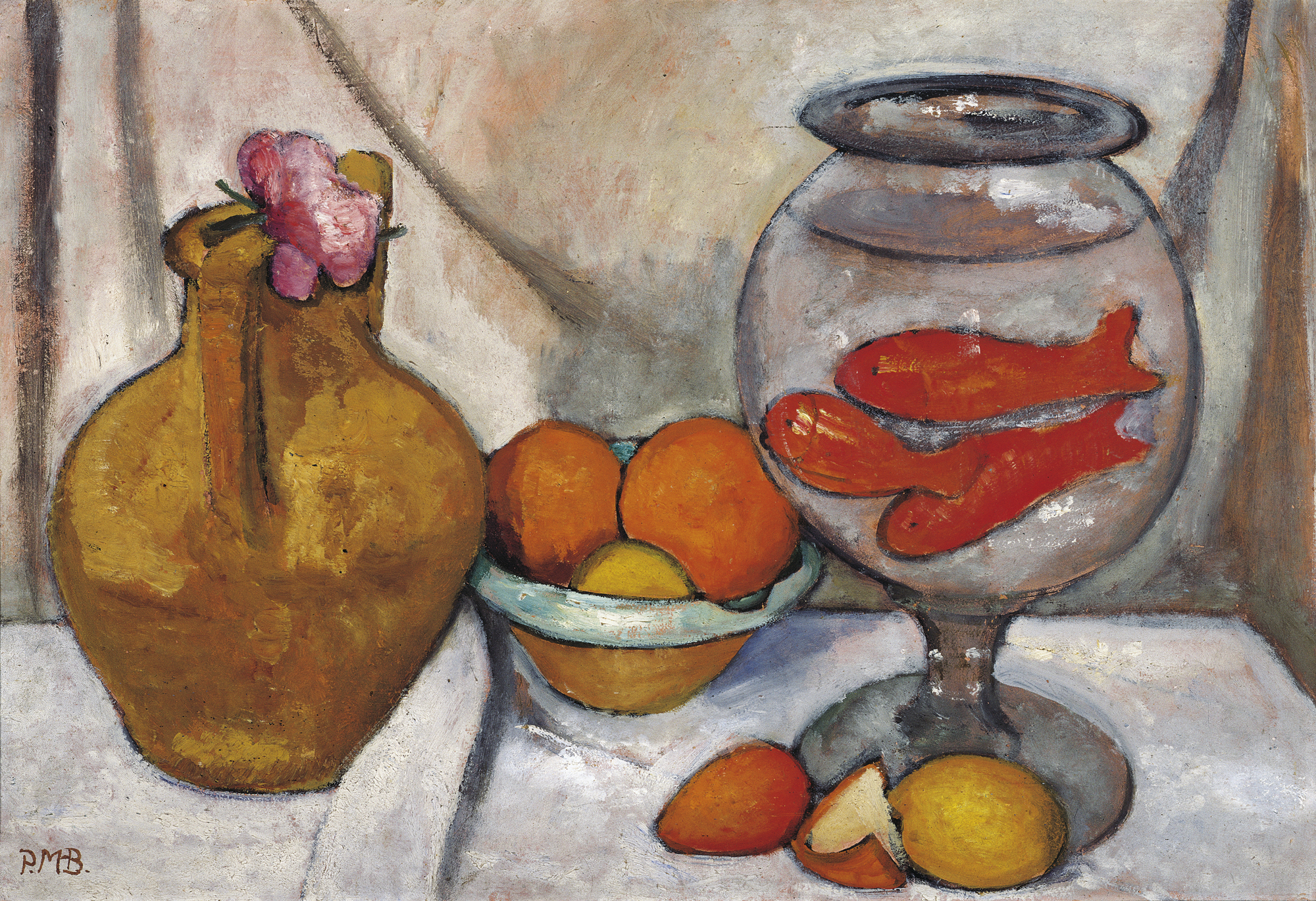
Zátiší s akváriem (1906)
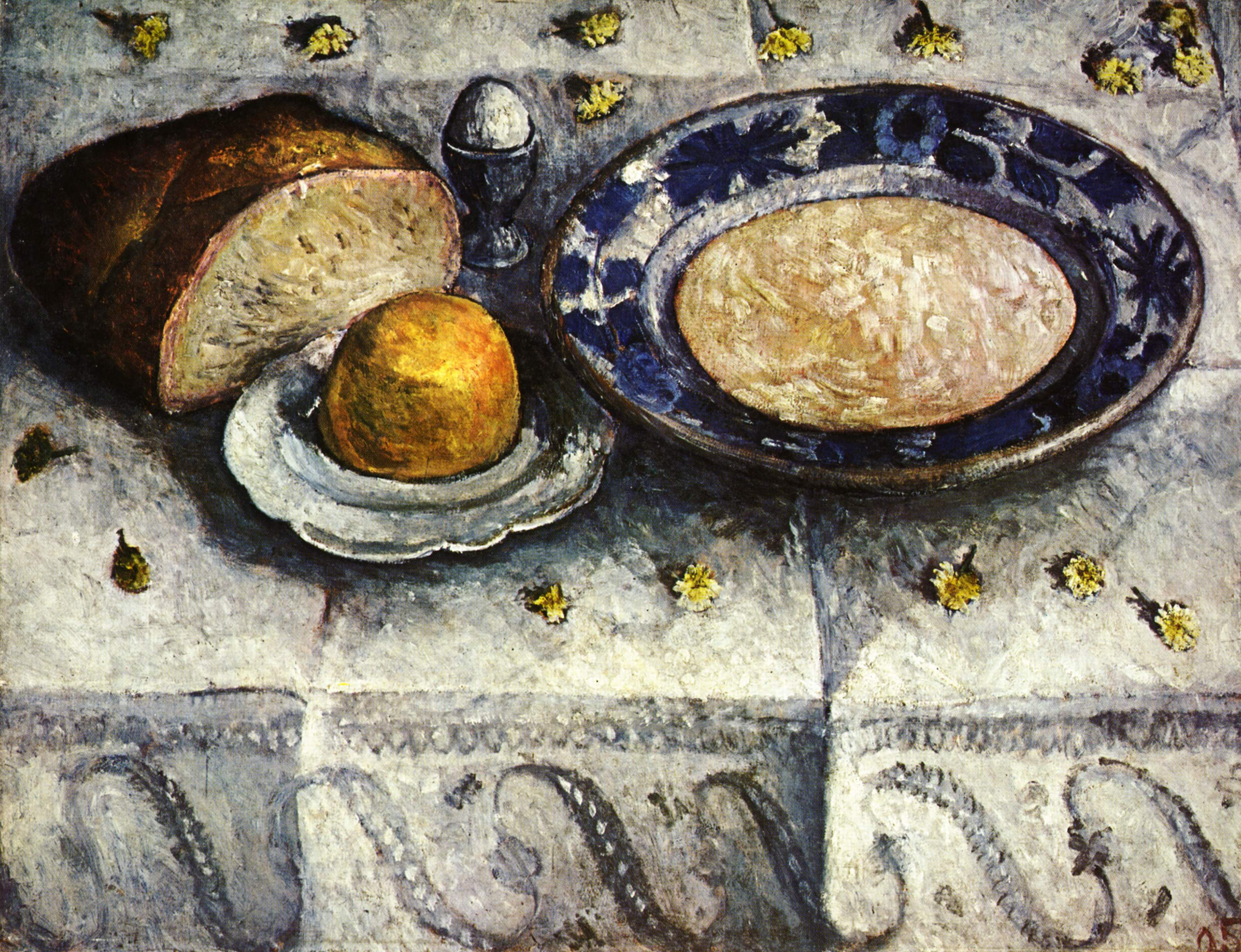
Snídaně (1905)
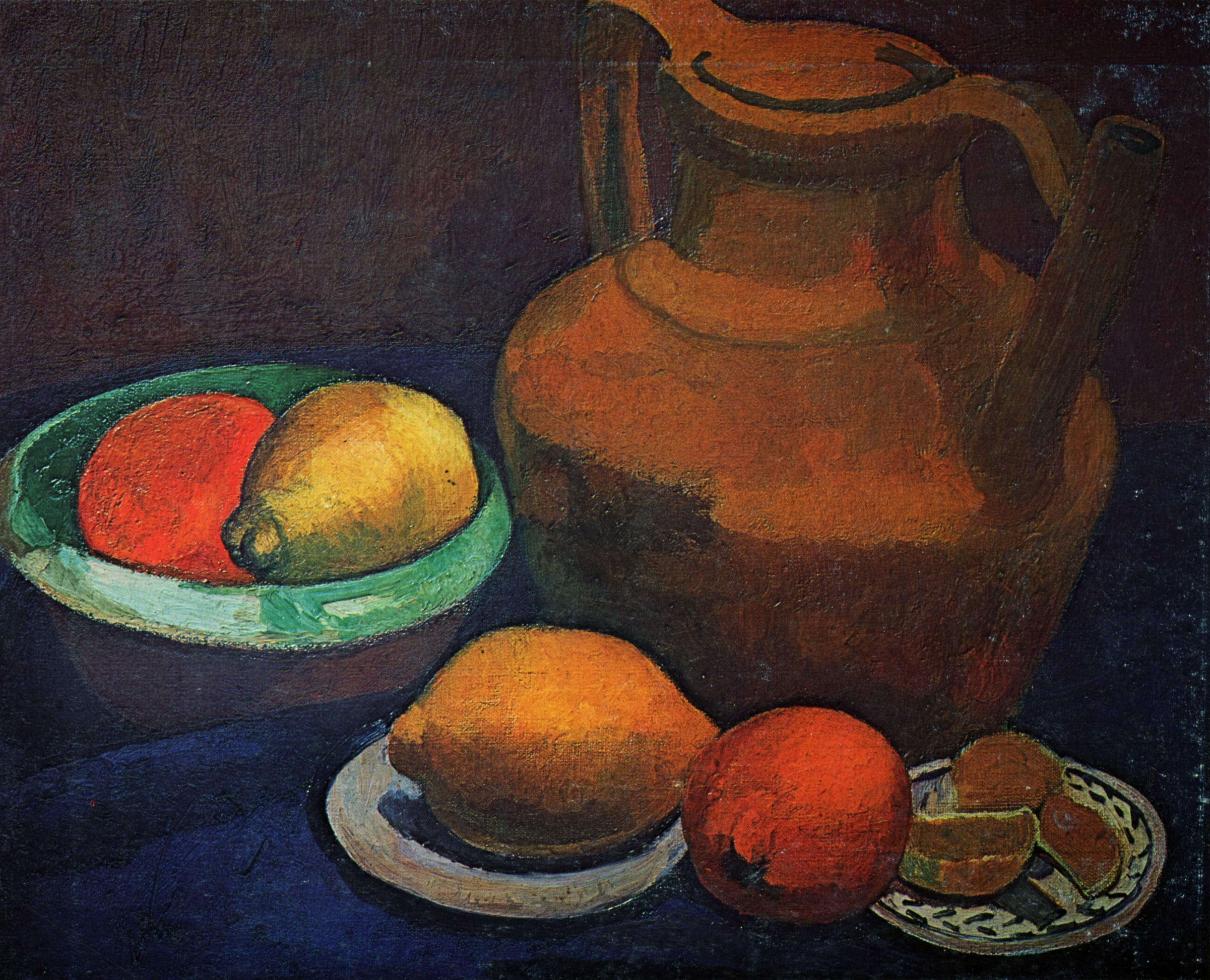
Zátiší s hliněným džbánem (1907)